# Typer av fordonsbelysning
Ett fordon har normalt flera olika typer av fordonsbelysning, här nämnt som Belysningstyper. Dessa är kategoriserade i bokstavsordning efter typ av belysning och kan förekomma på ett eller flera ställen på fordonet. Notera att inte alla fordon har alla belysningstyper utan vissa förekommer endast på vissa fordon under vissa förutsättningar. Det som beskrivs i denna artikel är i huvudsak de tekniska aspekterna för varje belysningstyp och regler från UNECE, men tänk på att kontrollera lokala lagar och regler. Följande relaterade artiklar finns:
- Regelverk för fordonsbelysning - Specifika regler för fordonsbelysning baserat på land eller delstat.
- Billamptyper - Olika typer av lampor specifika för fordon.
- Ljuskällor - Ljuskällor till belysning, även icke fordonsrelaterat.

Även Reflexanordning har tagits med då detta är nära relaterat till vissa av belysningstyperna och är ofta kombinerat med en belysning.
Belysningsutrustning baserar sig på direktiv och regler enligt ECE-reglemente 4', men även andra direktiv och regler som EU-direktiv 76/756/EEC, US DOT, National Highway Traffic Safety Administration NHTSA, Transportstyrelsen m.fl.
För reflexer kan i vissa fall ECE-reglemente 104 vara tillämpligt. Notera dock kapitel 6.21 i ECE-reglemente 48.
Nedan är en förteckning av belysningstyper i bokstavsordning. Symbolerna kan vara antingen svarta på ljus bakgrund, vita på mörk bakgrund eller färglagda. Det sistnämnda vid indikering.

## Arbetsbelysning

Symbol för arbetsbelysning

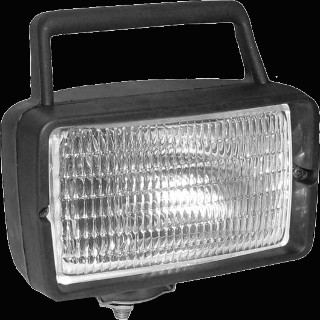
Generisk arbetslampa för fordon

- Strålkastare avsedd att användas som extra belysning vid arbete i anslutning till fordonet. Till arbetsbelysning räknas även sökarljus.[12]

Variationen när det gäller arbetsbelysning på fordon är ganska stor när det gäller yrkesgrupp, utförande, användningsområde och kostnad för armaturerna. Från relativt enkla billiga för bruk på lantbruksmaskiner där risken att de går sönder är stor på grund av besvärlig miljö och felaktigt handhavande till dyra LED-utrustade ADR-klassade varianter lämpliga på fordon som transporterar brandfarliga ämnen. Urvalet hos olika butiker när det gäller arbetsbelysningar är omfattande.
Normalt ger arbetsbelysning en hög och bred ljusbild med relativt kort räckvidd där syftet är att få en jämn belysning över en stor yta i fordonets närområde. För sökarljus är det dock önskvärt med en mer samlad ljusbild och längre räckvidd.

## Avstigningsbelysning

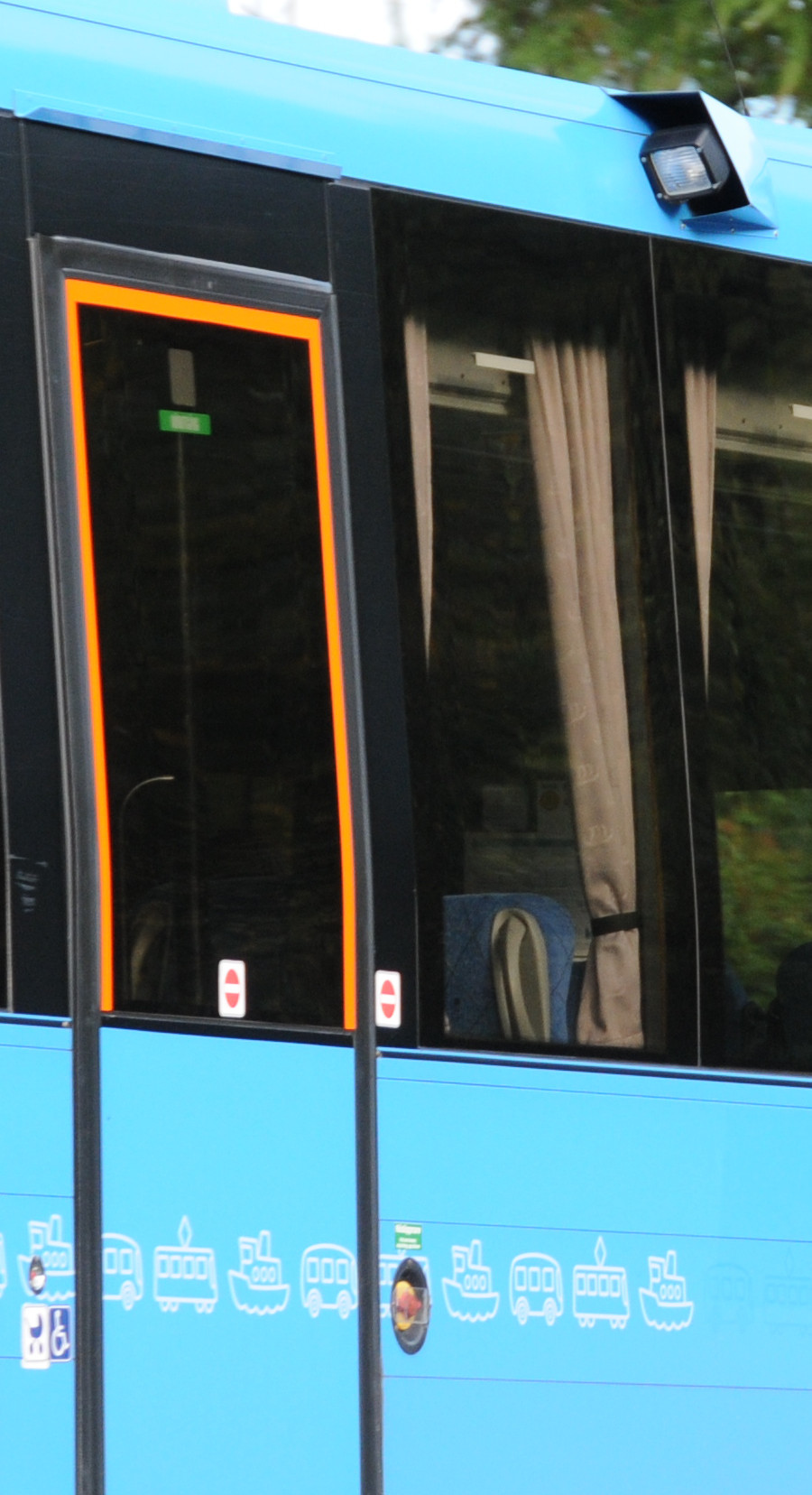
Avstigningsbelysning invid dörr.

- Strålkastare avsedd att lysa upp området utanför på- och avstigningsdörr. Denna belysning gäller i första hand bussar.[12]

Syftet med denna är att underlätta avstigning från buss på dåligt upplysta hållplatser när det är mörkt.
Avstigningsbelysning kan ses som en form av arbetsbelysning, men har fått en egen punkt då användningsområdet är specifikt.

## Backningsstrålkastare

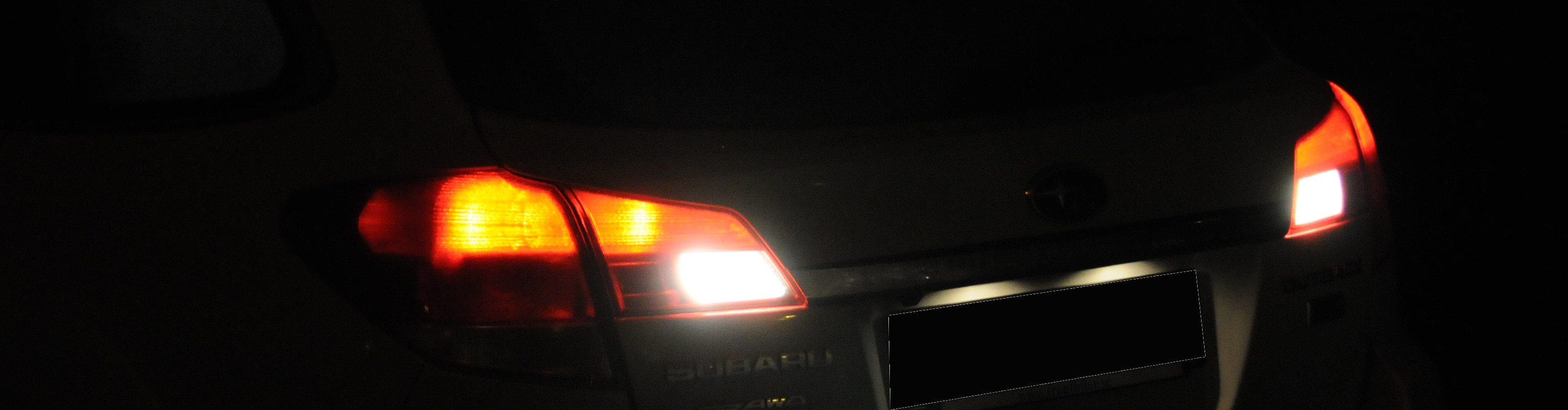
Backlyktor på personbil
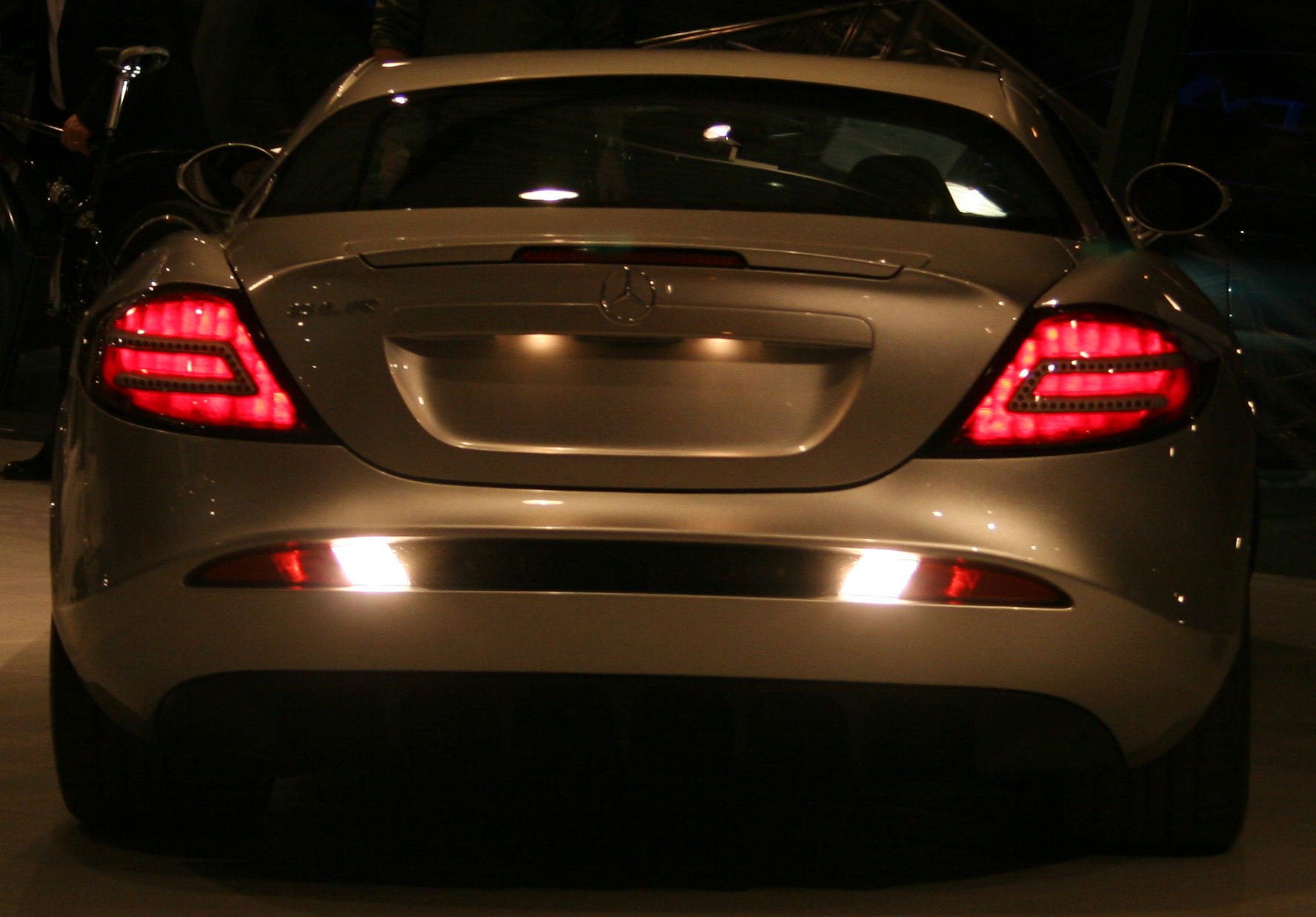
Backlyktor på Mercedes-Benz SLR McLaren

- Strålkastare avsedd att användas vid backning för att belysa vägbanan bakom fordonet och för att varna andra trafikanter för att fordonets förare backar eller har för avsikt att backa. I begreppet backningsstrålkastare ingår även strålkastare som vid backning belyser vägbanan bakåt vid sidan om fordonet.[12]
- Tillåtna färger: Vitt.
- Backningsstrålkastare kallas vanligen Backlampa och är en eller flera lyktor som lyser med vitt ljus bakåt.
- Lyktkategorier: AR

Lyktan eller lyktorna tänds vanligen automatiskt när backväxeln läggs i, men kan även på en del fordon manövreras manuellt och då även i praktiken fungera som arbetsbelysning.
Backlamporna kan vara kompletterade med en ljudsignal för att uppmärksamma omgivningen att backning pågår, så kallat backlarm samt så kallad parkeringssensor som hjälper föraren att "se" skymda hinder.
Vissa bilar har endast en lykta för backljus, vilket oftast ger en asymmetrisk belysning då denna sitter monterad antingen till höger eller vänster om fordonets mittlinje.

## Belyst skylt

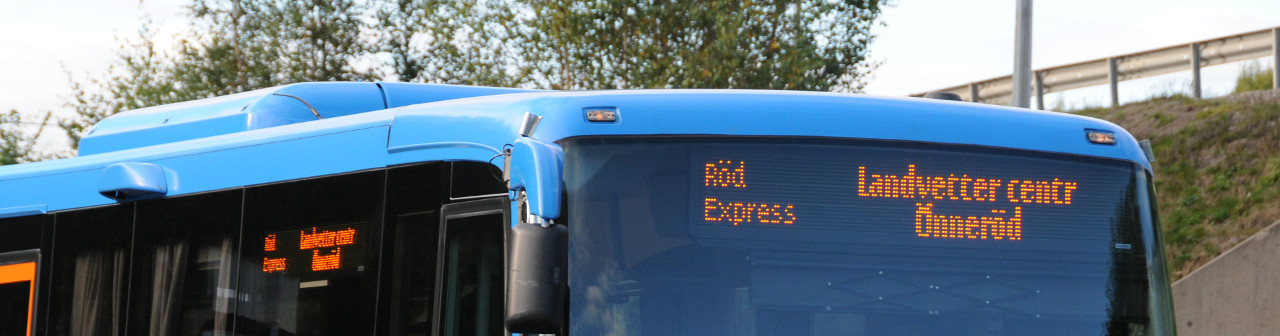
Belyst skylt
Symbol för belyst skylt
Symbol för taxiskylt
Symbol för skylt på läkarfordon och liknande.

- Belyst skylt avsedd för destination och användning på bussar, men även för taxi, reklamändamål och specialtransporter.

Det finns få tydliga direktiv när det gäller begränsning i lagar och förordningar och det kan finnas lokala förordningar som reglerar användandet. (Use and display of illuminated signs., Trafikförordning 1998:1276, 67§, Transportstyrelsens Författningssamling) för just belysta skyltar i trafiken, vilket gör att det kan bli en bedömningsfråga från fall till fall. Är man osäker är det enklast att kontakta berörda myndigheter.

## Breddmarkeringslykta

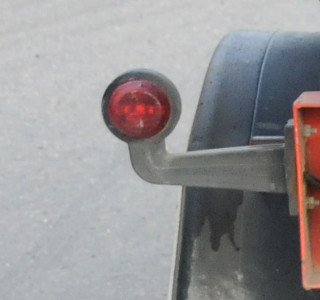
Breddmarkeringslykta på tungt släp
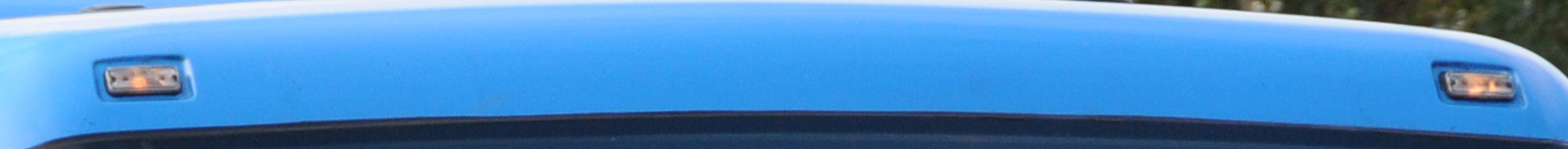
Främre breddmarkeringslykta
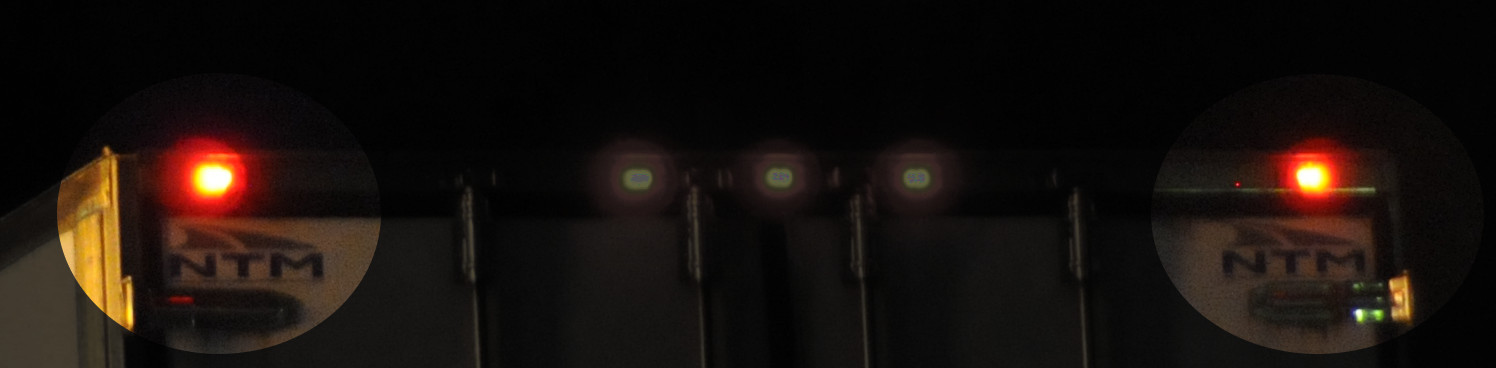
Bakre breddmarkeringslykta

- En lykta som monterats så högt som möjligt på fordonets yttersta kant och som avses tydligt ange fordonets totala bredd. Denna lykta är avsedd att för vissa fordon och släpvagnar komplettera fordonets främre och bakre positionslyktor genom att fästa särskild uppmärksamhet vid dess omfång.[2]
- Lykta avsedd att markera bredden av fordon vars bredd överstiger 2100 mm[12][17] (i USA 80 tum/2032 mm[4]).
- Tillåtna färger: Vitt framåt, rött bakåt.
- Breddmarkeringslykta (Engelska: End outline marker lamp) skall ha vitt sken framåt, rött sken bakåt och orangegult åt sidan. I bl.a. USA är motsvarigheten så kallad Clearance lamp som skall ha orangegult sken framåt och rött bakåt.
- Lyktkategorier: AM, RM

Lyktan markerar utsträckning av fordonet i sidled undantaget utskjutande last. Avsikten är både att upplysa medtrafikanter om utsträckningen hos fordonet såväl som att hjälpa föraren att avgöra om fordonet klarar tillgängligt utrymme vid framförande och position hos fordon och släp.
Lyktan skall monteras så högt som möjligt med hänsyn tagen till sidledsplacering och symmetrisk placering. Dess primära syfte är att ange bredden hos fordonet, vilket gör att det är tillåtet att göra avkall på att montera dem så högt som möjligt för att uppnå det primära syftet.
Vissa breddmarkeringslyktor har även sidomarkering integrerat, se Sidomarkeringslykta för krav angående detta.

## Dimbaklykta

Symbol för Dimbakljus

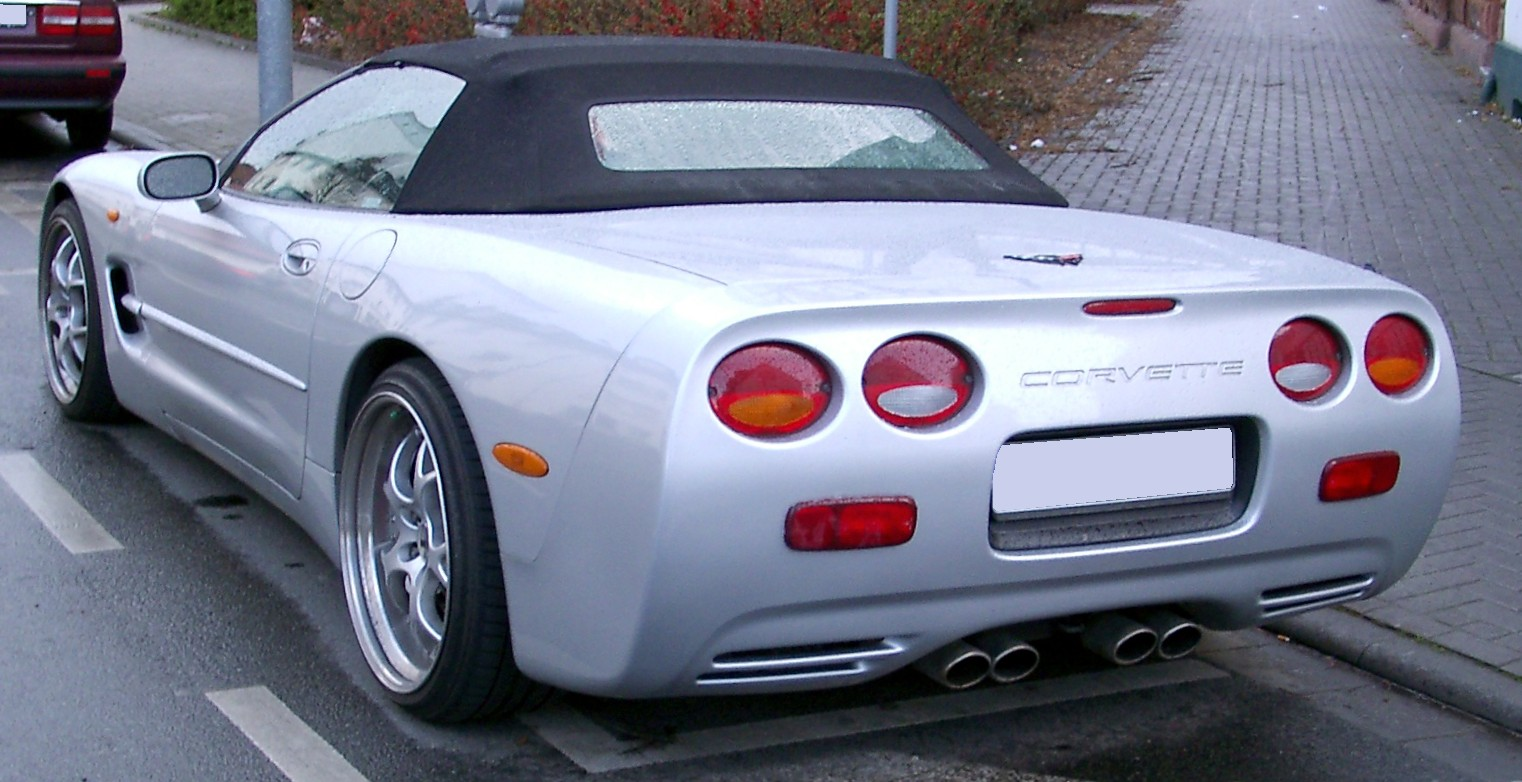
Dimbaklyktor på en Corvette för Europa-marknaden
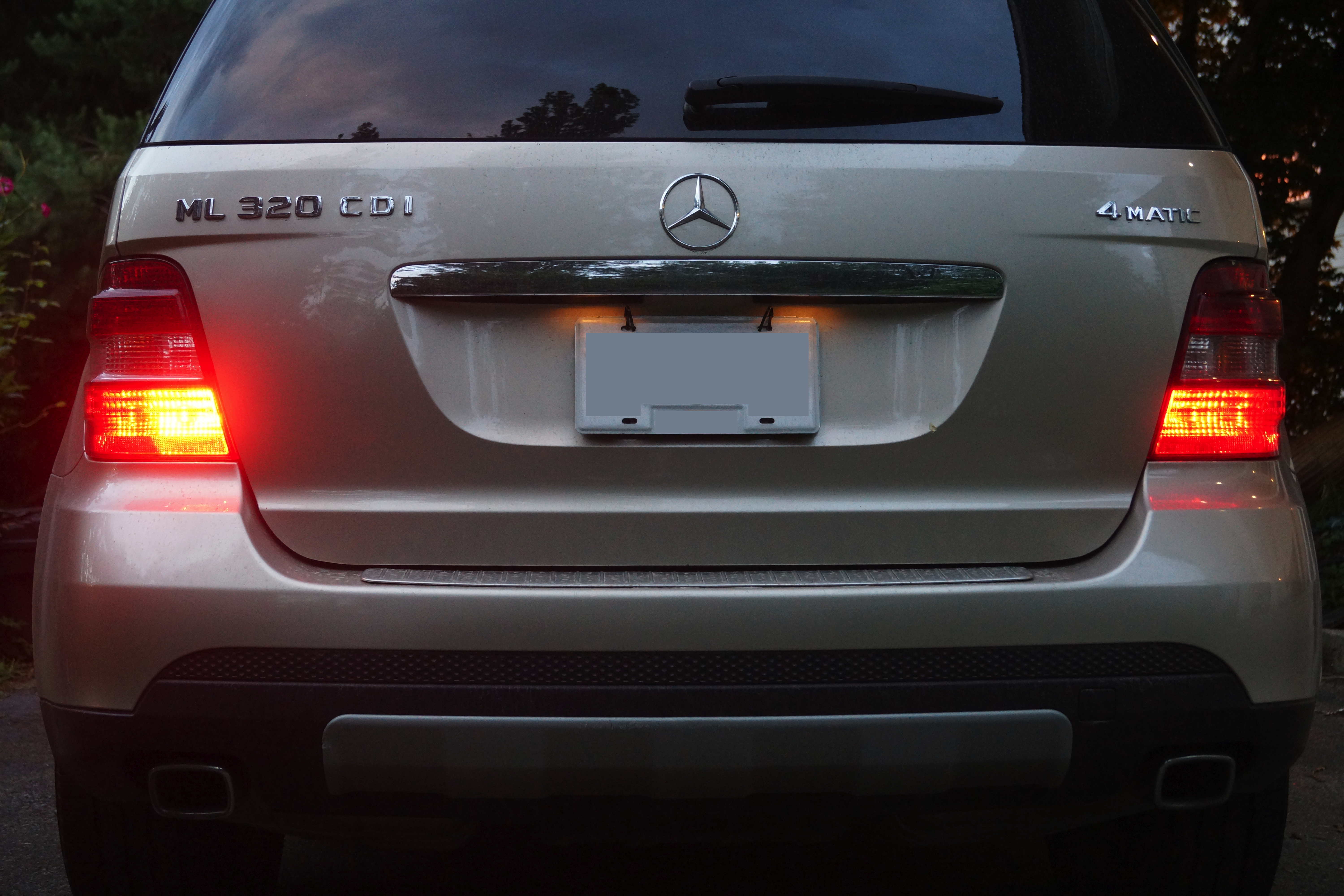
Tänd dimbaklykta på en Mercedes där dimbaklyktan är integrerad i bakljusarmaturen
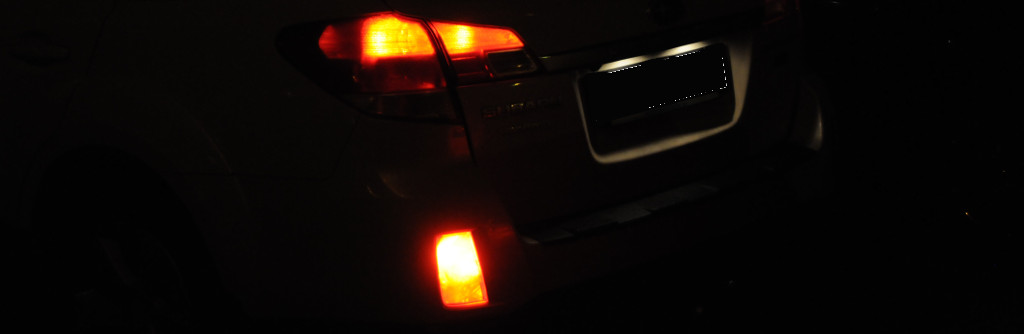
Tänd fristående dimbaklykta
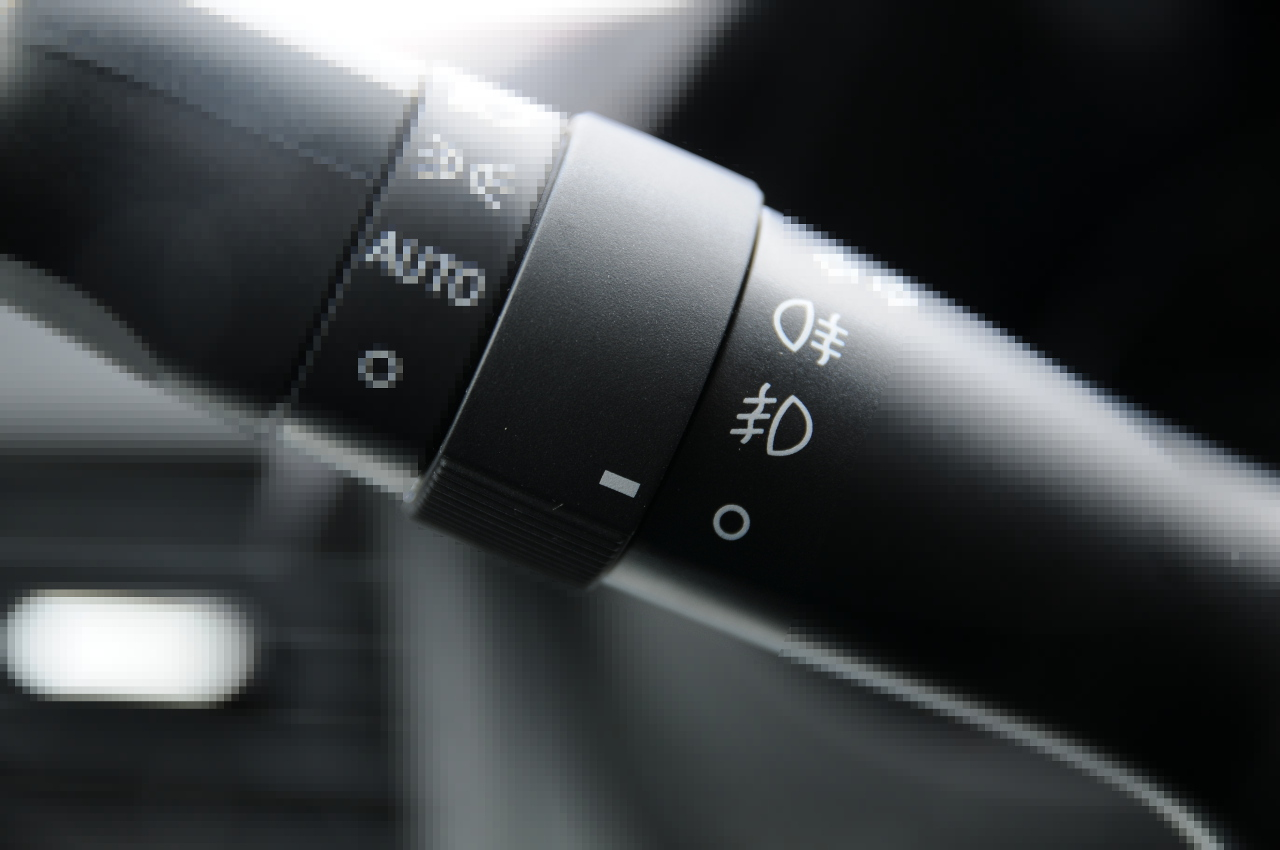
Dimljusomkopplare på blinkersspak

- Lykta avsedd att markera fordonsförekomst vid körning i oklar sikt.[12]
- Tillåtna färger: Rött.
- Dimbaklykta eller Dimbakljus kallas det bakre dimljuset på ett fordon. De är ett eller två, varierar på olika fordon, starka lampor som sitter antingen i bakljuset eller separat lykta monterad på annat ställe på fordonets bakdel.
- Lyktkategorier: B, F

Dimbaklyktan tänds med ett reglage på eller invid fordonets instrumentpanel. En kontrollampa indikerar när dimbakljuset är aktiverat för att upplysa föraren om detta faktum. På många fordon krävs det att främre dimstrålkastare måste vara tända för att dimbaklyktan skall kunna tändas.

## Dimstrålkastare

Symbol för främre dimljus

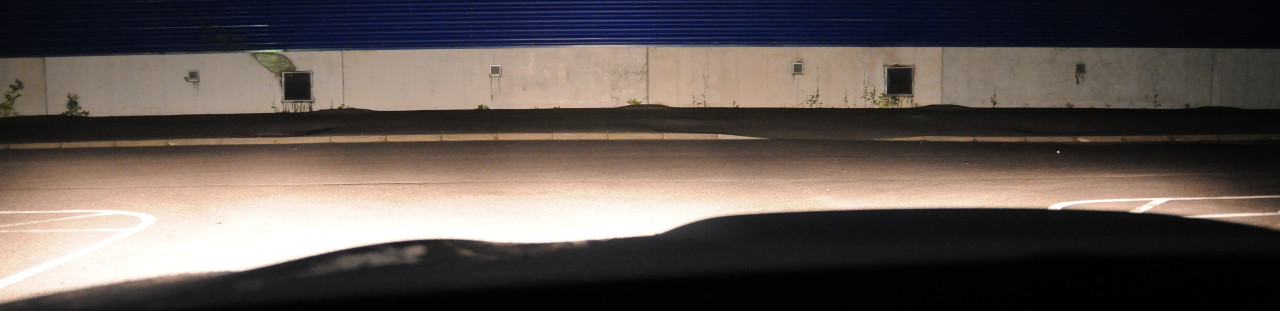
Ljusbild för dimljus
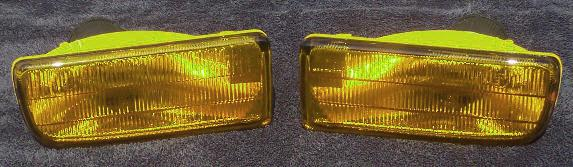
Ett par gula dimstrålkastare.
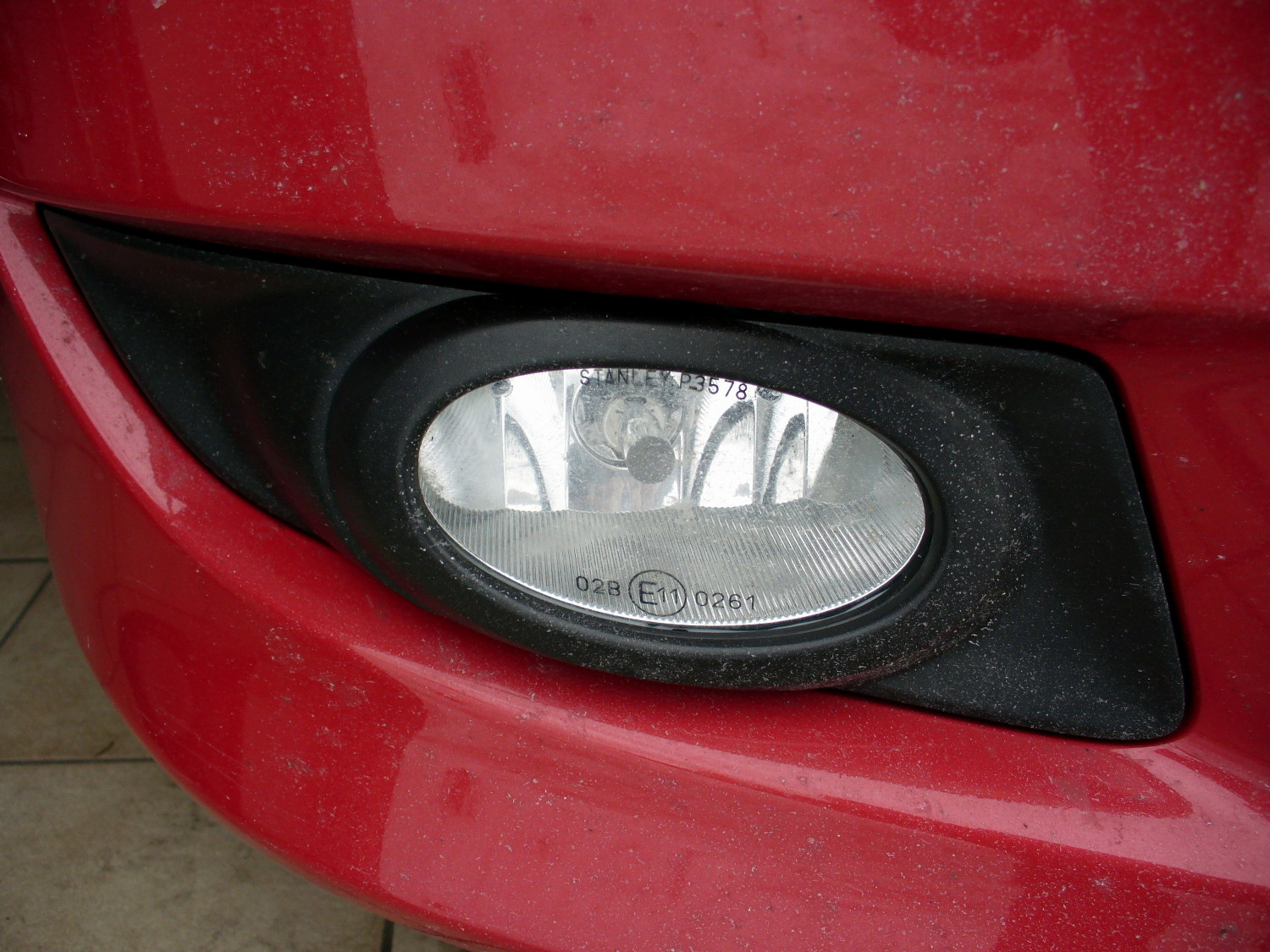
Främre dimstrålkastare monterad på en Mazda3.
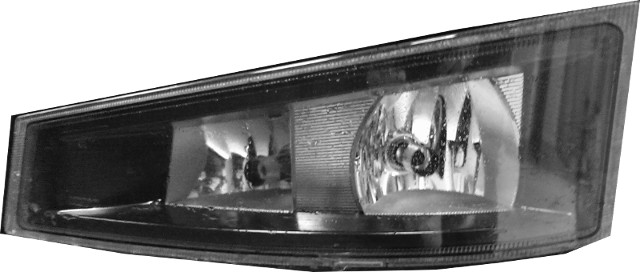
Kombinerad dimstrålkastare (till vänster) och kurvtagningslykta (till höger).
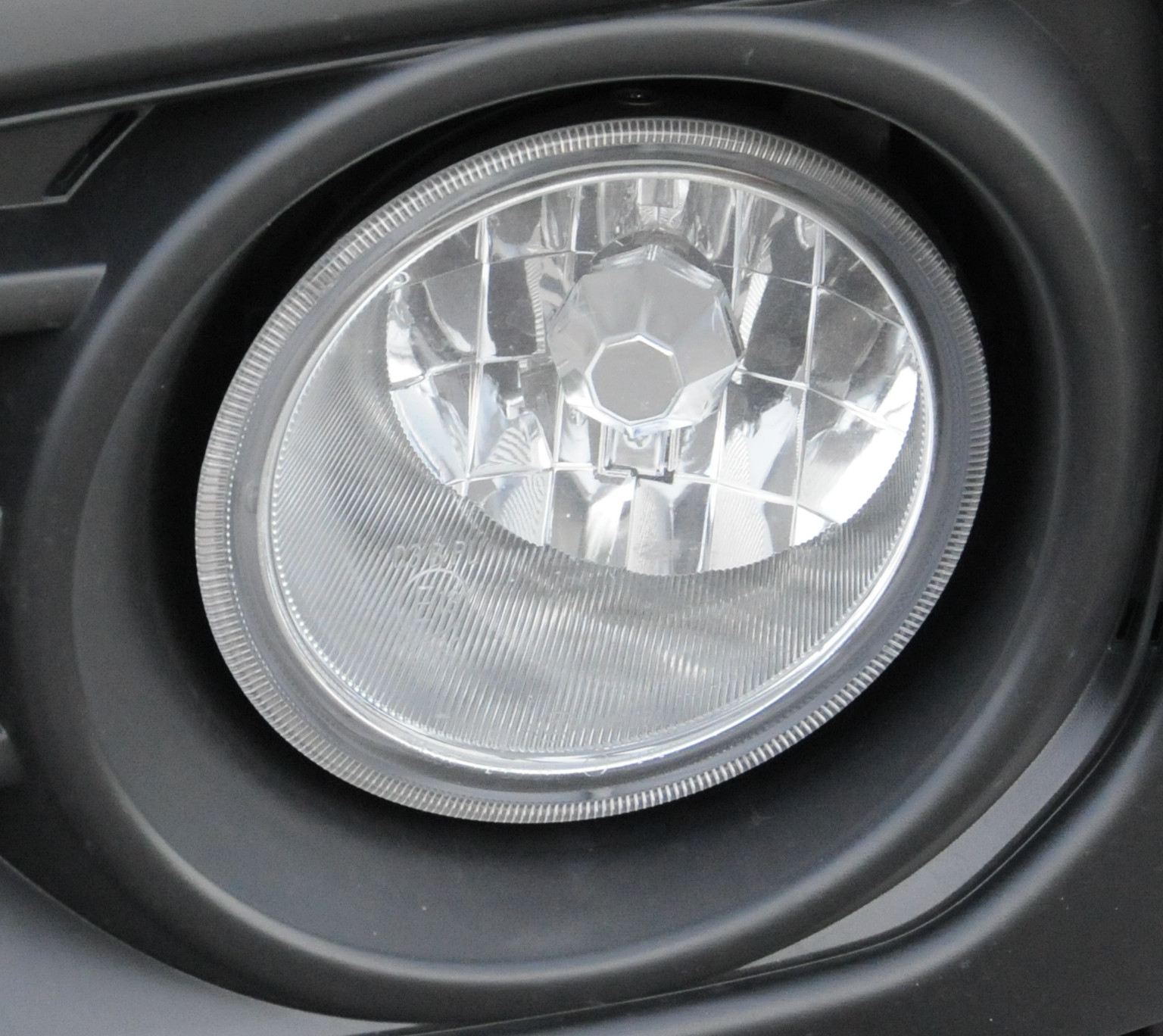
Dimstrålkastare Subaru Outback

- Strålkastare som är avsedd att användas vid körning i dimma eller vid kraftig nederbörd.[12]
- Lyktkategorier: B

Dessa strålkastare lyser upp vägen endast mycket nära bilen och är avsedda att användas vid dålig sikt för att uppmärksamma andra trafikanter på fordonets närvaro när det är nederbörd som reflekterar ljus tillbaka till föraren - som snö och dimma. Även för förarens del är dessa strålkastare till viss hjälp även om deras räckvidd är begränsad.
Tillåtna färger: Vitt eller selektivt gult.
Ljusbilden skall vara bred med skarp övre avgränsning och vara monterade lågt.

## Fjärrstrålkastare

Symbol för extraljus (fjärrljus)

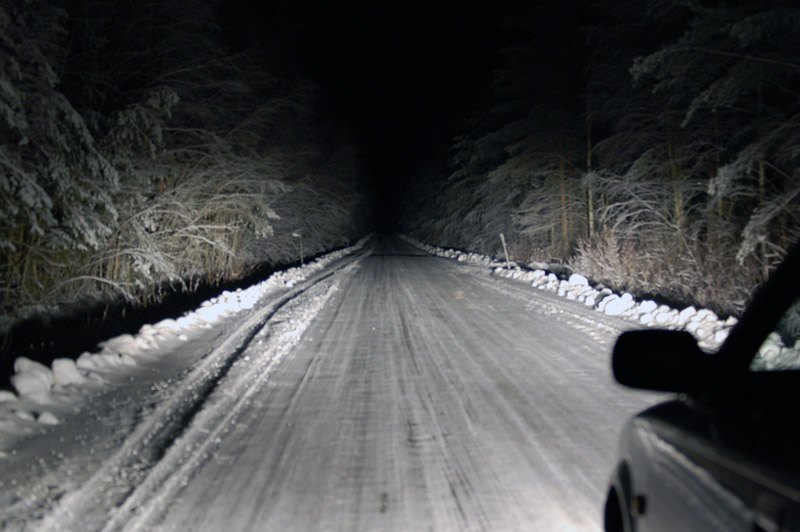
Vinterbild med ljusbild från helljus och extraljus.
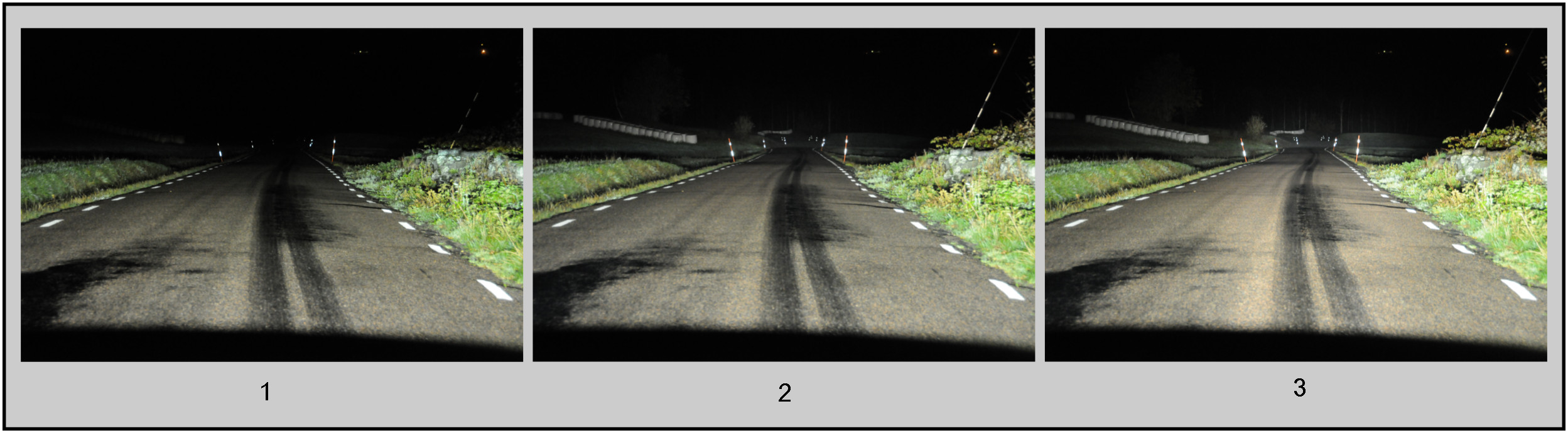
Intensitet vid 1. Halvljus 2. Helljus 3. Helljus plus 2 extraljus.

- Lykta avsedd att förbättra sikten på längre avstånd.
- Tillåtna färger: Vitt.
- Lyktkategorier: R, DR, HR

Ljuset från Fjärrstrålkastare är det som kallas Fjärrljus och är en variant av extraljus.
Det är vanligt att symbolen för helljus används istället för den specifika symbolen för extraljus då de är tämligen lika.
Fjärrstrålkastare kopplas lämpligen in så att styrningen av dessa sker på samma krets som helljuset. Detta gör att de automatiskt kommer att släckas när man bländar av.

## Halvljusstrålkastare

Symbol för halvljus

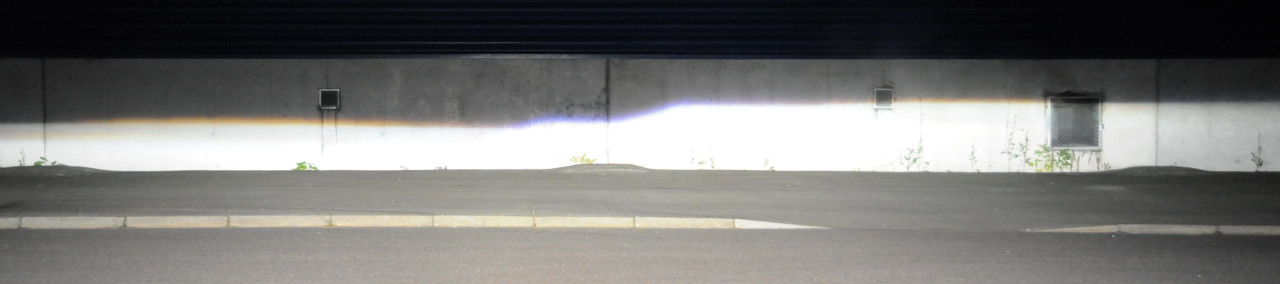
Felaktigt ljusterad halvljusbild
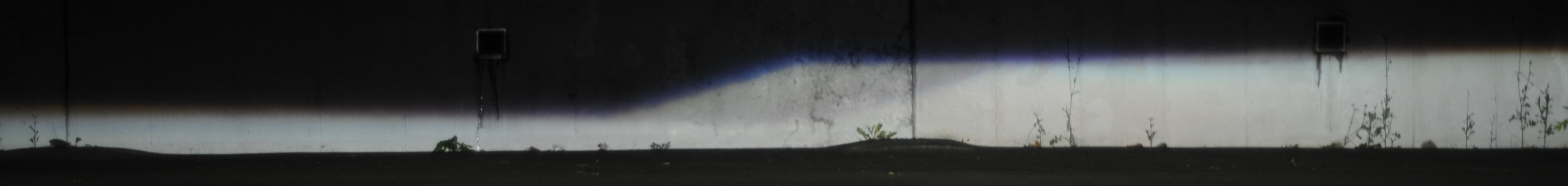
Korrekt ljusterad halvljusbild
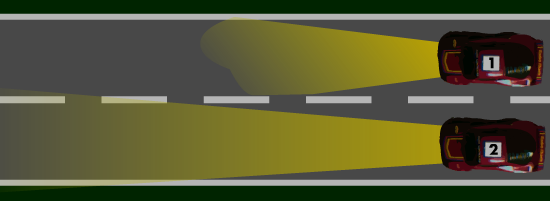
Belysningsintensitet för halvljus (1) respektive helljus (2).

Strålkastare som avger halvljus och är avsedd att belysa vägen närmast framför fordonet.
- Strålkastare som avger ljus i ett mönster som är begränsat av lagar och direktiv. Avsikten är att skapa ett ljus som maximerar möjligheten för föraren att upptäcka faror utan att blända medtrafikanter.
- Det ljus som Halvljusstrålkastare  tillhandahåller är benämnt halvljus och används för att belysa vägen framför fordonet och för att bli sedd av andra trafikanter. I motsats till helljus, som ska lysa så långt som möjligt, är det belysta området framför bilen begränsat för att inte att blända andra trafikanter.
- Tillåtna färger: Vitt.
- Lyktkategorier: C, DC, HC

Vanligtvis är begränsningen av halvljus asymmetrisk, d.v.s. ljusbilden är formad för att ge mer ljus åt den sidan som är längst från vägens mitt. Detta för att dels minska bländningsrisken för mötande trafik och dels för att lättare upptäcka gående och andra faror som kan finnas i vägkanten eller utanför vägen. Den asymmetriska bilden är olika för länder med högertrafik respektive vänstertrafik, vilket gör att strålkastare för ena trafikslaget inte får användas i det andra utan särskilda åtgärder. (Tejpning av strålkastare, justering av ljushöjd eller ändring av ljusbild.)

## Helljusstrålkastare

Symbol för helljus

- Strålkastare som avger helljus och är avsedd att belysa vägen en lång sträcka framför fordonet. I begreppet ingår även kurvtagningslykta och fjärrstrålkastare.[12]
- Helljusstrålkastare avger Helljus, därav namnet. Helljusets funktion är att på landsväg ska man kunna använda starkare lampor för att bättre se vägen och upptäcka eventuella hinder och faror så tidigt som möjligt. Men om det kommer mötande fordon på motsatt sida så måste man växla till halvljus för att inte föraren av mötande fordon ska bli bländad.
- Tillåtna färger: Vitt.
- Lyktkategorier: R, DR, HR

Man skall byta till halvljus även i andra fall för att undvika att blända eller störa andra trafikanter. Detta finns ofta reglerat i lokala regler och förordningar för det land eller delstat som fordonet används i.

## Högt placerat bromsljus

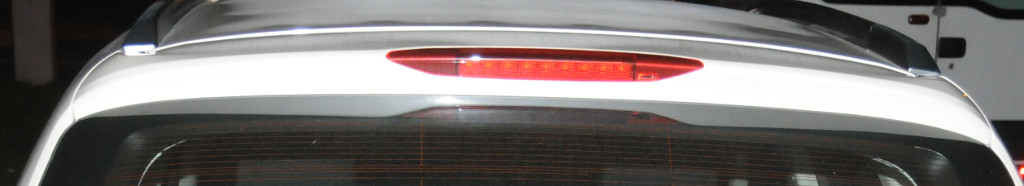
Högt placerat bromsljus
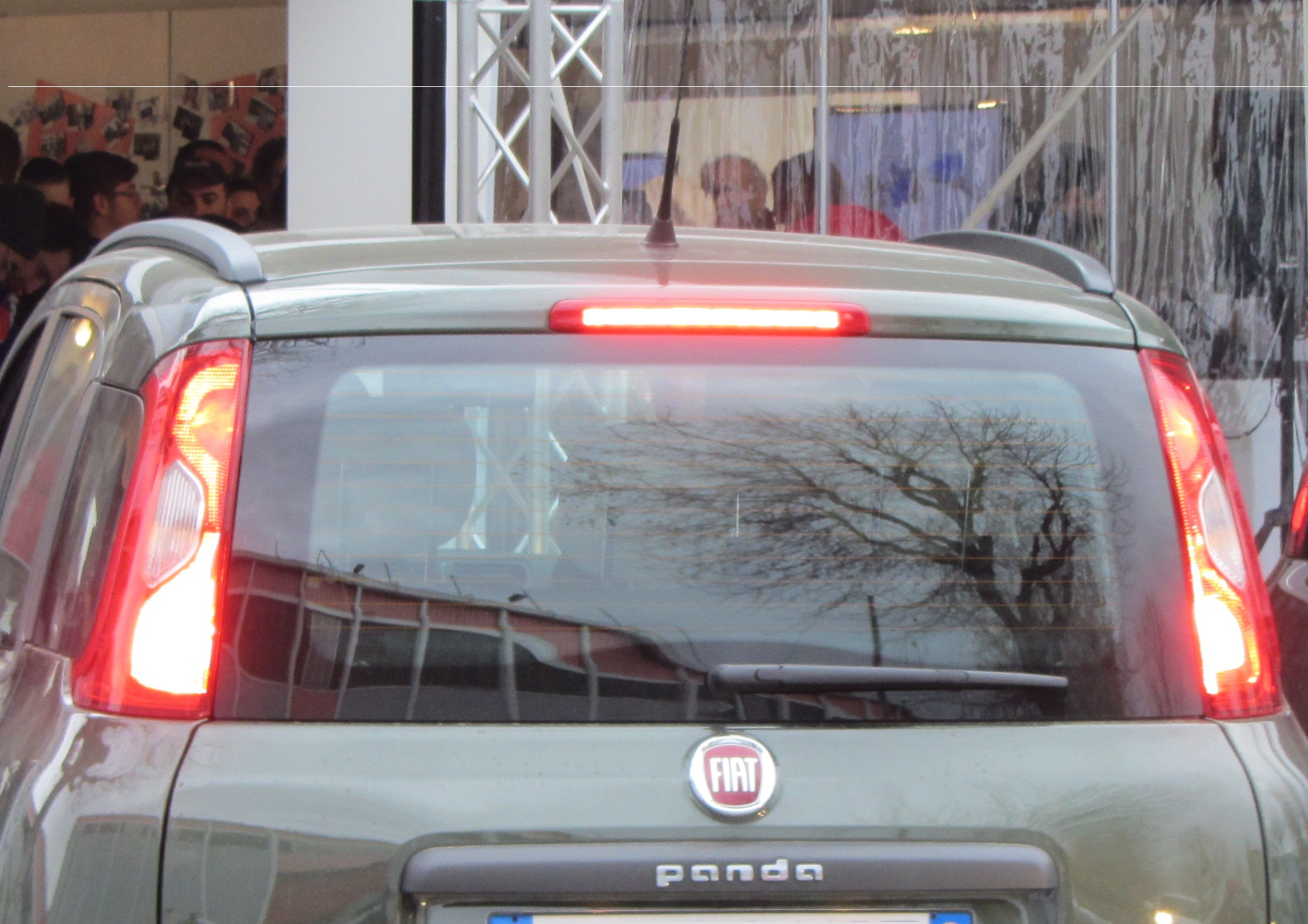
Högt placerat bromsljus på Fiat Panda

- Lykta avsedd att komplettera Stopplykta och göra det tydligare för medtrafikanter att man bromsar. Samma regler gäller för denna lykta som för Stopplykta.
- Tillåtna färger: Rött.
- Lyktkategorier: S3, S4

Obligatoriska på fordon av kategorierna M1 och N1, utom på chassin med hytt och fordon av kategori N1 med öppet lastutrymme; frivilliga på övriga fordonskategorier.
Dessa är definierade i ECE-reglemente 48 som "Anordningar av kategori S3", och lagstadgade bl.a. i Australien och USA.

## Identifieringslykta

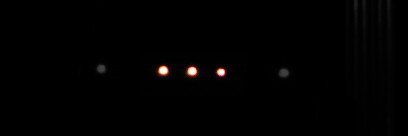
Främre identifieringslykta
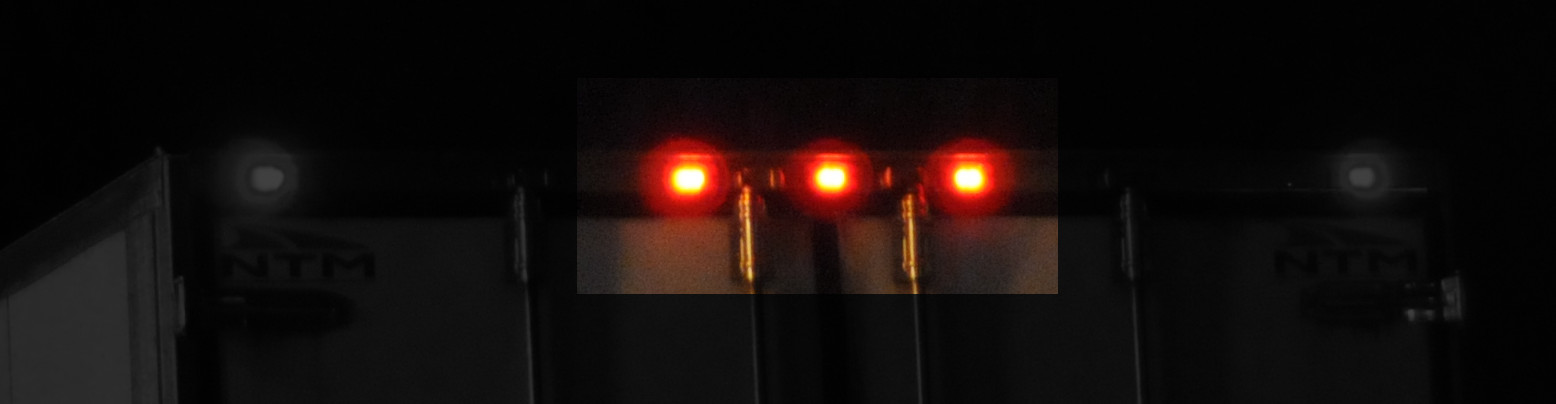
Bakre identifieringslykta

- Lykta avsedd att identifiera visst fordonsslag.[4][12] Får endast finnas på lastbil, buss och därtill kopplad släpvagn. Denna är ej definierad i ECE Regulation No. 48[2] utan existerar endast i lokala förordningar.
- Tillåtna färger: Framåt: Vitt, Gult, (Orangegult för äldre fordon), Bakåt: Rött. Se även lokala regler och förordningar.
- Lyktkategorier: Saknas.

Identifieringslyktan består av tre distinkt åtskilda ljuspunkter på en horisontell linje med lika avstånd.

## Kurvtagningslykta

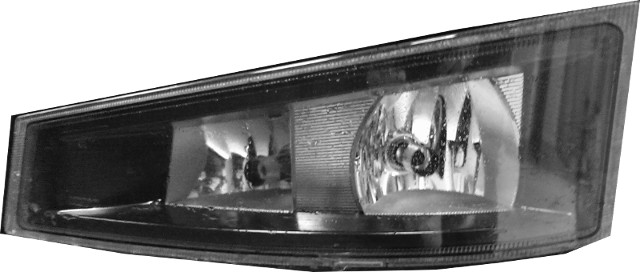
Kurvtagningslykta (till höger) kombinerat med dimstrålkastare (till vänster)
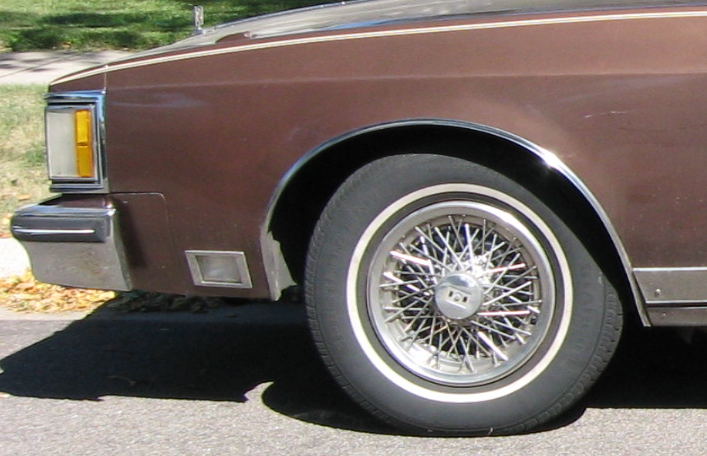
Kurvtagningslykta på en 1983 Oldsmobile 98 Regency

- En lykta som används för att ge kompletterande belysning av den del av vägen som befinner sig nära fordonets främre hörn på den sida mot vilken fordonet skall svänga.[2]
- Lykta avsedd att förbättra sikten i snäva kurvor och korsningar. Tolkas som en form av positionsljus[24]. Lyktan är avsedd för användning inom tätbebyggt område.
- Tillåtna färger: Vitt.
- Lyktkategorier: K

Kurvtagningslykta (Eng: Cornering lamp) får inte aktiveras i hastigheter över 40km/h. Den skall styras automatiskt i samband med användande av körriktningsvisare och/eller att styrutslaget ändras till den sida som lyktan är monterad. Lyktan får endast tändas om halvljus eller helljus är tänt.

## Kurvljus

Symbol för att visa felfunktion hos 'Dynamic Bending Lights'

- Kurvljus: En belysningsfunktion för att få förbättrad belysning i kurvor.[2]
- Tillåtna färger: Vitt.
- Lyktkategorier: R, DR, HR

Kurvljus (Eng: Bend lighting) Erhålles vanligen från en strålkastare med helljusbild som är riktad något åt sidan för att lysa upp färdriktningen i en kurva, vilket innebär att dessa pekar en aning utanför bilens längsled. Kurvljus är avsett för användning utanför tätbebyggt område.

På en rak väg är en normal ljusbild tillräcklig A. När vägen svänger kommer ljusbilden att hamna utanför det område som är av störst intresse B. Genom att lägga till ett kurvljus C får man belysning på det önskade området.

Kurvljus är en variant av extraljus och har stora likheter med Fjärrstrålkastare medan likheten med Kurvtagningslykta är liten.
Endast en helljusstrålkastare på varje sida av fordonet får vridas för att avge kurvljus.
Alternativet till en separat strålkastare är att vrida halvljuset mot den riktning som hjulen pekar. (S.k. dynamic bending lights) Detta var något som Citroën hade på DS-modellen redan 1967, dock med helljusstrålkastarna. Dessa var mekaniskt (Citroën DS) eller hydrauliskt styrda (Citroën SM) och kunde vrida strålkastarna upp till 80° från färdriktningen vilket i princip gjorde att de även fungerade som kurvtagningslykta.

## Körriktningsvisare

Symbol för körriktningsvisare
Symbol för körriktningsvisare för släpvagn
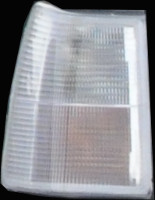
Kombinerad lykta för positions och körriktningsvisare på Volvo 940/960
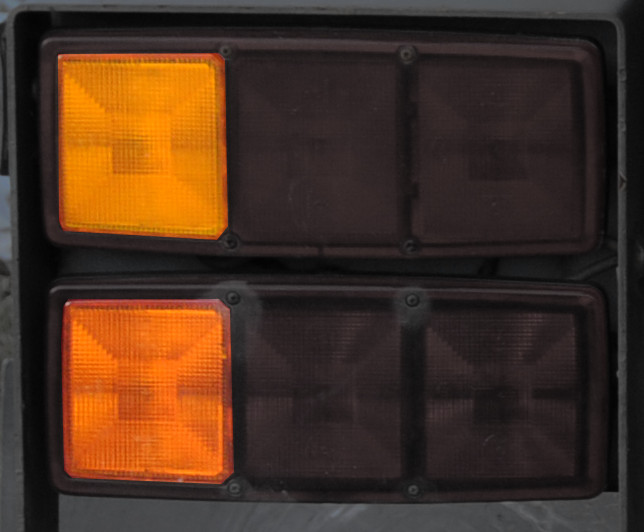
Dubblerade bakre körriktningsvisare på släpvagn

- Lykta avsedd att visa planerad ändring av körriktningen.[12]
- Tillåtna färger: Orangegult. Lokala förordningar förekommer där även rött ljus bakåt är accepterat.
- Lyktkategorier: 1, 1a, 1b, 2a, 2b, 5, 6

Indikering i instrumentkluster.
- Indikering för körriktningsvisare på fordon kan visas med enkelpil åt det håll som föraren valt eller dubbelpil om indikatorn är samma oavsett vald körriktning.
- Indikering för körriktningsvisare på släpvagn kan även visas utan släpvagnssymbolen.

## Parkeringslykta

Symbol för parkeringsljus.

- Lykta avsedd att markera fordonsförekomst vid parkering.[12]
- Tillåtna färger: vitt framåt, rött bakåt, orangegult om den är inbördes sammanbyggd med lyktor för sidokörriktningsvisare eller i sidomarkeringslyktor.
- Lyktkategorier: A, R, R1, R2, SM1, SM2

Parkeringsljus är det ljus som erhålles från Parkeringslykta och är avsett att användas vid parkering där andra trafikanter kan behöva uppmärksammas på det parkerade fordonet. Parkeringsljuset består oftast av mindre, ljussvagare lampor med vitt eller gult sken i färdriktningen samt en eller bägge sidorna av de röda bakåtriktade bakljuslyktorna. 
Parkeringslykta och positionslykta är vanligtvis samma enhet, och använder också oftast samma lampor. Undantaget är bl.a. Mercedes-Benz W113 (Pagoda) som har separata kretsar och lampor med extra låg effekt för parkering och dessutom väljare för vilken sida parkeringsljuset skall aktiveras på.
Kraven för parkeringsljus är olika i olika länder. I bl.a. Tyskland är det tillräckligt att ha parkeringsljus tända på den sida av bilen som påverkar trafiken. Detta är orsaken till att man i många tyska bilar kan aktivera parkeringsljuset på endast ena sidan. Överlag är kraven för parkeringsljus när fordonet är stillastående lägre än för fordon i rörelse då det handlar om positionsljus.

### Exempel
Ett exempel på skillnad mellan Parkeringsljus och Positionsljus framgår av följande bilder på en Audi A4 av senare årgång där sida för parkeringsljus väljs med blinkersspaken:

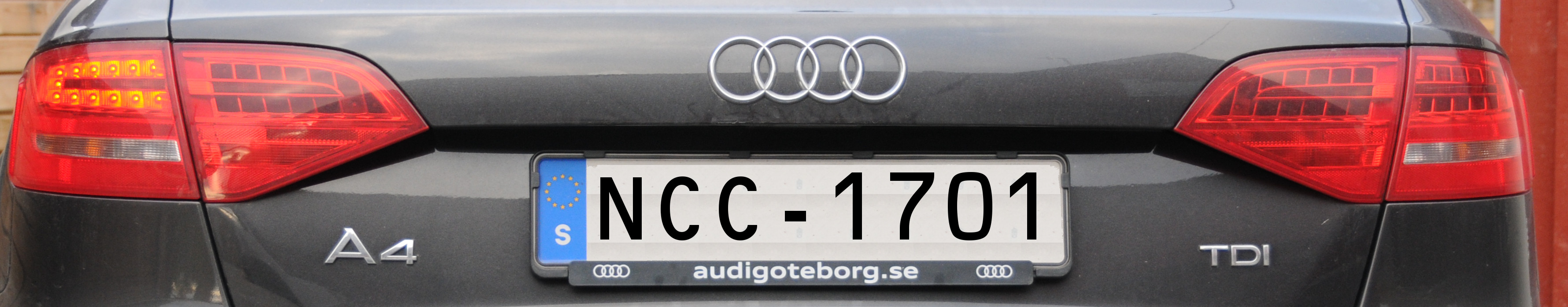
Parkeringsljus Vänster
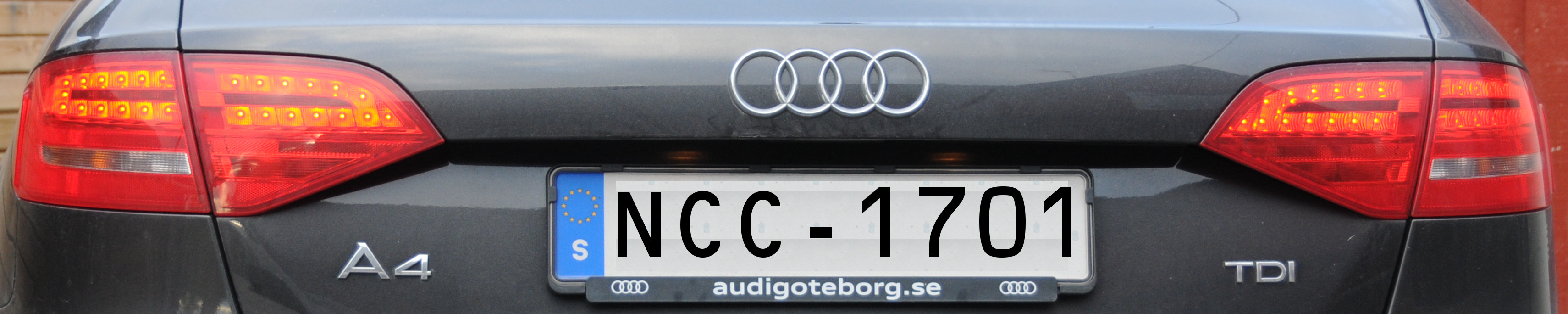
Positionsljus

- Här har man minimerat belastningen genom att utesluta onödig belysning som inre positionsljus och skyltbelysning.
- Det är upp till föraren att försäkra sig om att lokala lagkrav uppfylls när denna funktion används.

## Positionslykta

Symbol för positionsljus.

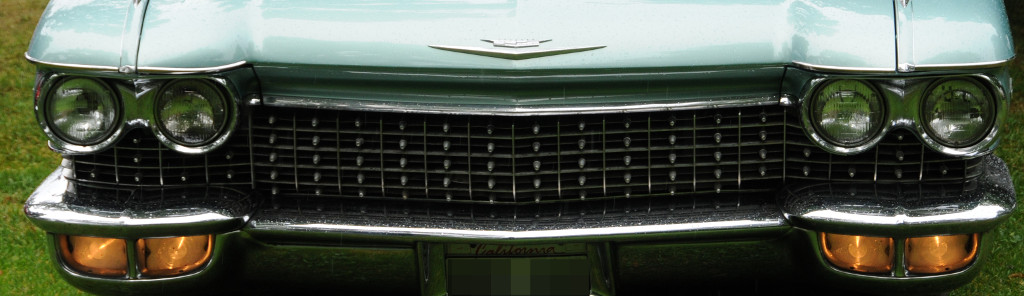
Främre positionsljus på Cadillac 1960
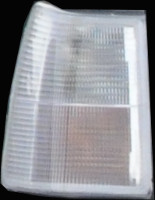
Kombinerad positionslykta och lykta för körriktningsvisare för Volvo 940/960
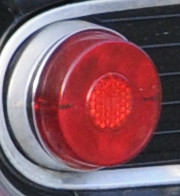
Positionslykta på Ford Taunus 17m
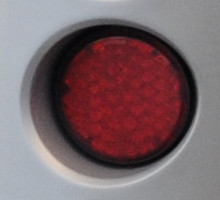
Positionslykta på buss
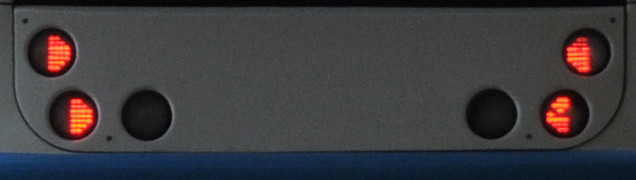
Positionsljus på spårvagn
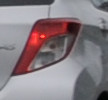
Positionsljus på Toyota
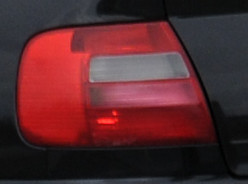
Positionsljus på Audi
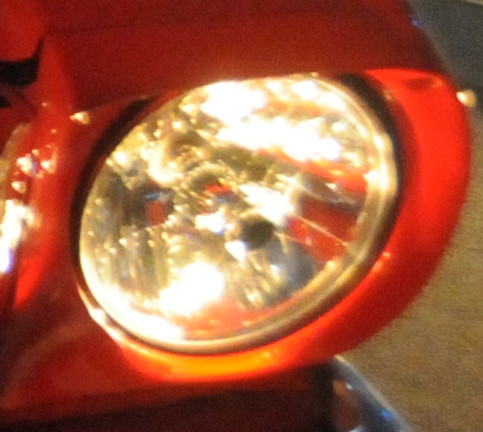
Främre positionsljus på stylad Ford Mustang '66
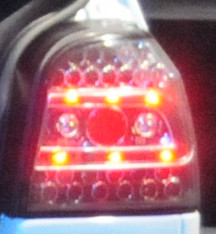
LED-positionsljus på VW Golf

- Lykta avsedd att markera fordonsförekomst och bredd.[12]
- Positionsljus är det ljus som erhålles från positionslykta . Ett fordon kan ha två eller flera olika positionslyktor per sida. Minst en lykta fram och en lykta bak. Även sidomarkeringslykta skall följa positionslykta när det gäller när den skall vara aktiv.
- Tillåtna färger: Vitt framåt, rött bakåt.
- Lyktkategorier: A, R, R1, R2

Antalet lyktor som krävs fram respektive bak beror på fordonstyp. För tvåhjuliga motorfordon, moped eller motorcykel, räcker det med en lykta fram och en bak, för bredare fordon mer än en lykta fram respektive bak för att medtrafikanter skall uppmärksamma bredden på fordonet.
Främre positionslykta finns i följande huvudvarianter:
- Integrerad i huvudstrålkastare.
- Kombinerad med lykta för körriktningsvisare.
- Fristående lykta.

Notera att det kan finnas skillnad när det gäller lagkrav mellan parkeringsljus och positionsljus. Detta gäller bl.a. Tyskland.

## Reflexanordning

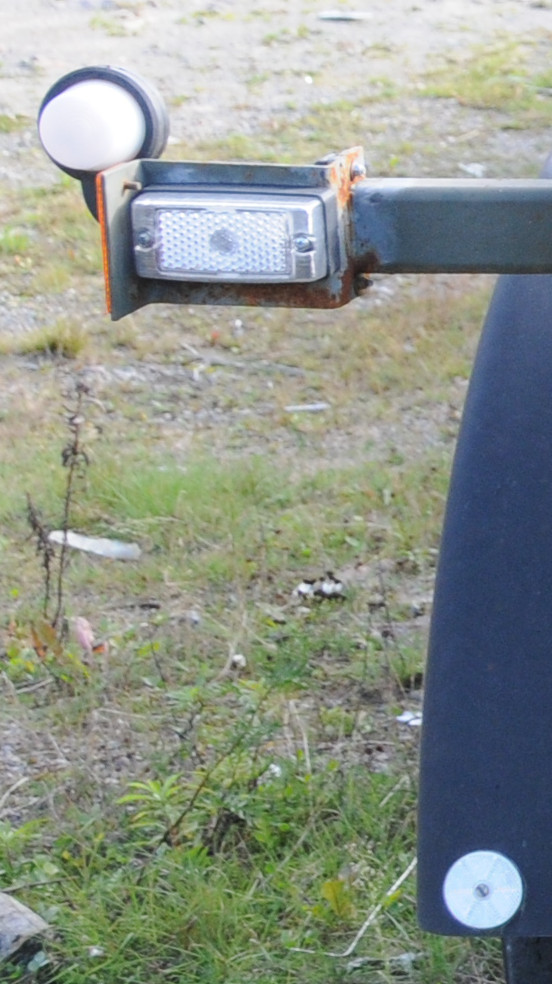
Främre reflex och kombinationslykta främre positionsljus/reflex på släpvagn.
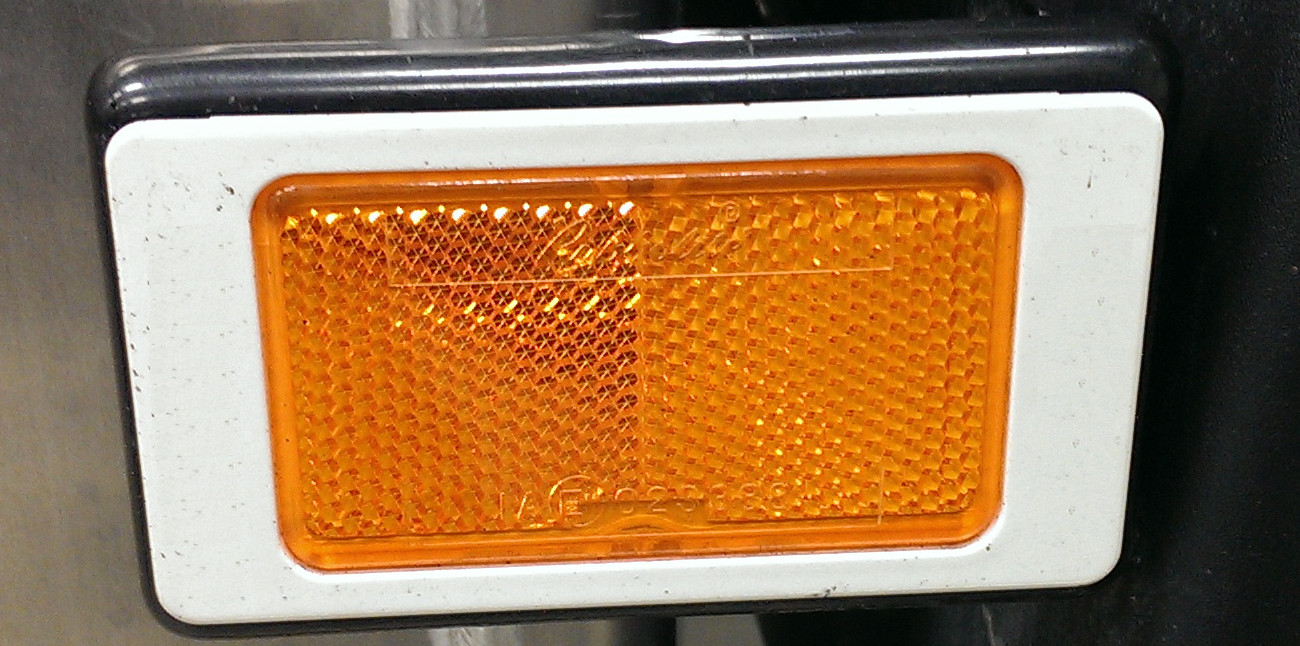
Sidomarkeringsreflex
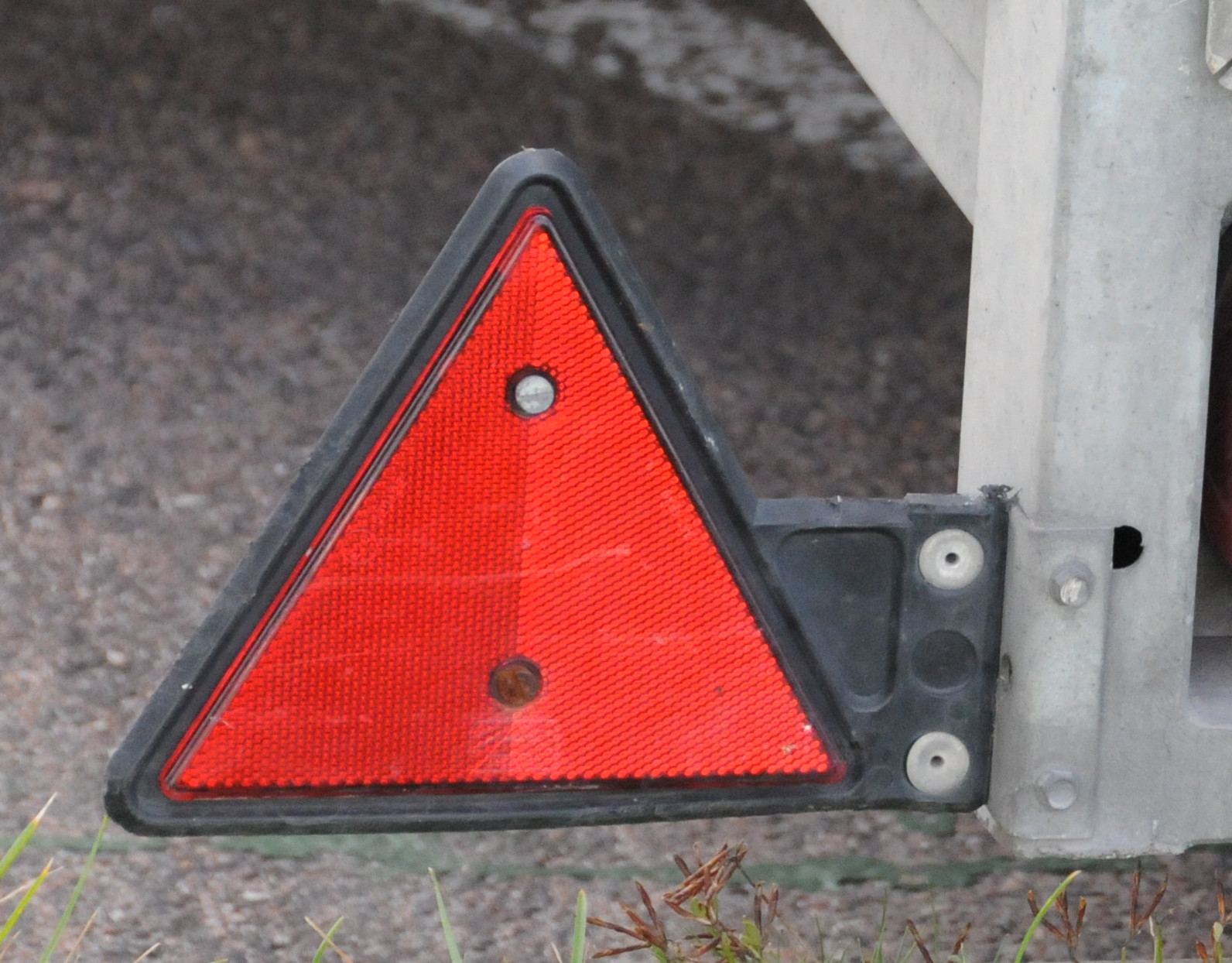
Släpvagnsreflex, bakre
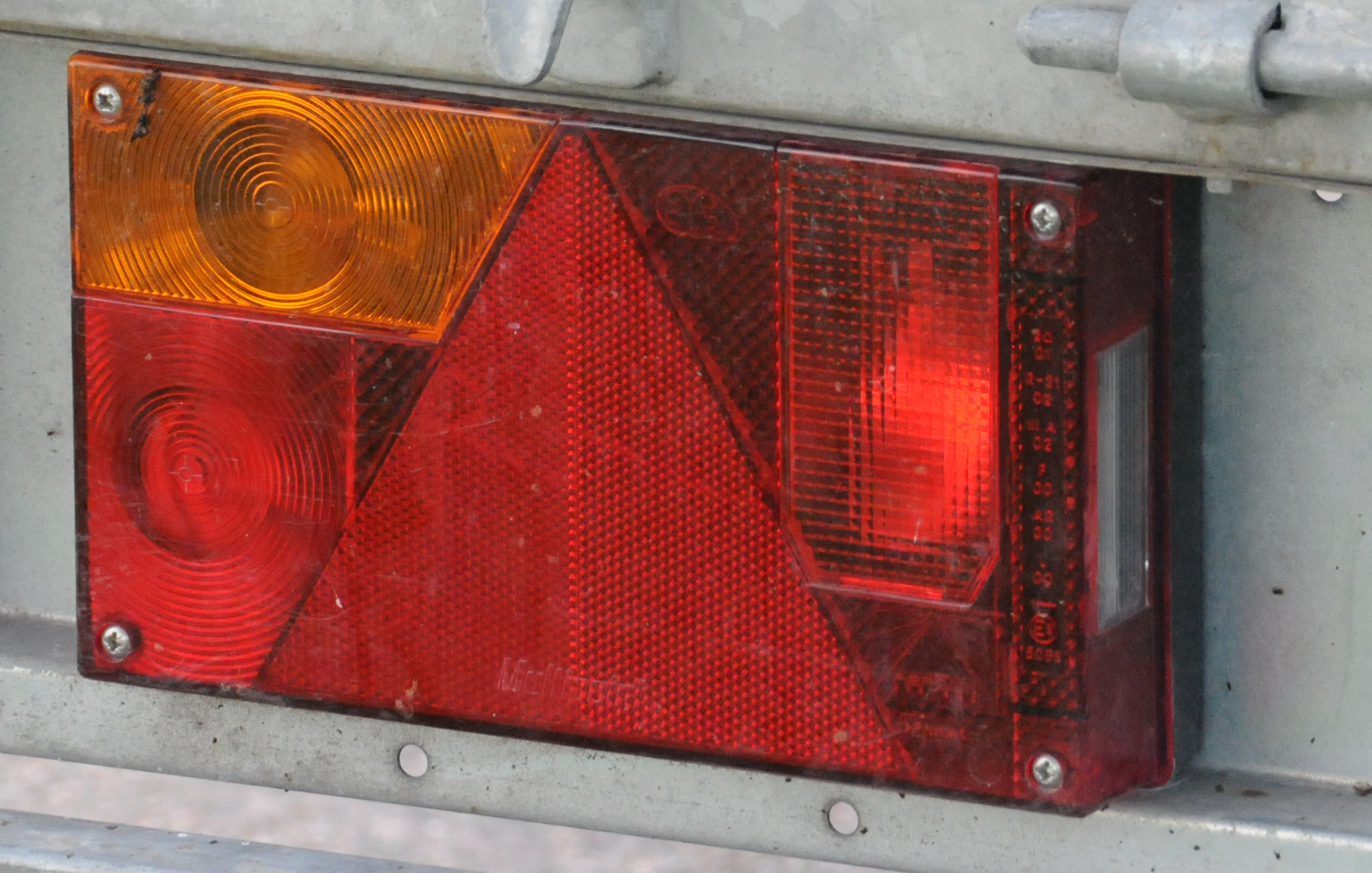
Kombinationsenhet för positionsljus, bromsljus, körriktningsvisare och släpvagnsreflex.
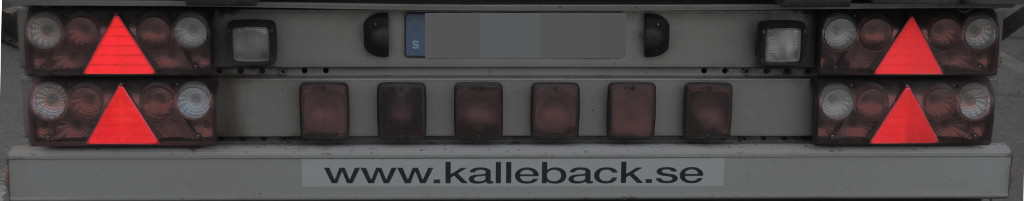
Släpvagnsreflexer på tungt släp
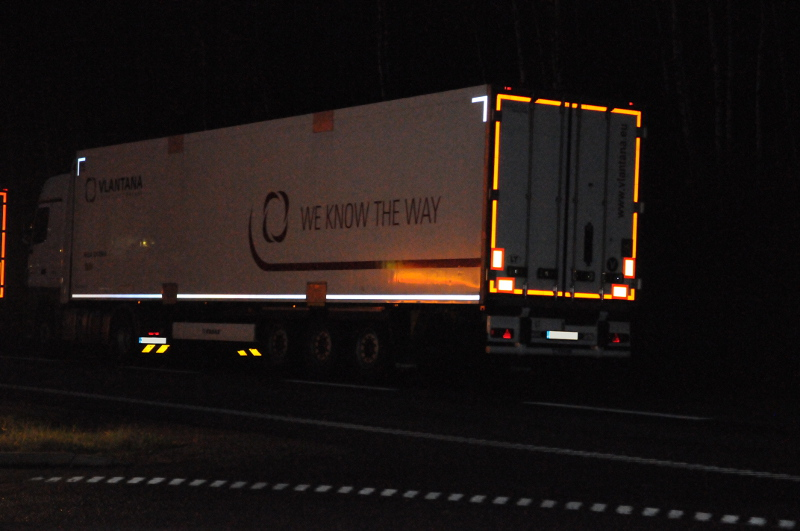
Partiell konturmärkning på släpvagn med reflexmaterial.

- Anordning avsedd att återkasta ljus från andra fordons strålkastare.[12]
- reflektor: en anordning som används för att ange närvaron av ett fordon genom att återkasta ljus som avges av en ljuskälla som inte är ansluten till fordonet och där betraktaren befinner sig nära ljuskällan.[2]
- Reflexmärkning: en anordning som avses öka synligheten hos ett fordon när det betraktas från sidan eller bakifrån genom att återkasta ljus som avges av en ljuskälla som inte är ansluten till fordonet och där betraktaren befinner sig nära ljuskällan.[2]
- Tillåtna färger: Framåt: Vitt (reflektera infallande ljus utan ändring av färg), Bakåt: Rött, Sida: orangegult; kan emellertid vara rött om den bakre sidoreflektorn är grupperad med eller har en del av den ljusavgivande ytan gemensam med den bakre positionslyktan, den bakre breddmarkeringslyktan, den bakre dimlyktan, bromslyktan eller den bakre sidomarkeringslyktan med rött ljus.
- Reflexklasser: I A, I B, III A, III B, IV A

Följande anses inte falla under kategorin Reflektor enligt ECE-reglemente 48.
- Reflekterande registreringsskyltar.
- De reflekterande signaler som omnämns i Europeiska överenskommelsen om internationell transport av farligt gods på väg. (Se ADR)
- Andra reflekterande skyltar och signaler som skall användas för att uppfylla nationella krav för användning på vissa fordonskategorier eller vid vissa driftmetoder.
- Reflekterande material som godkänts som klass D eller E enligt föreskrifter nr 104[11] och som används för andra ändamål i överensstämmelse med nationella krav, t.ex. reklam.

Följande anses falla under kategorin Reflexmärkning enligt ECE-reglemente 48. Notera särskilt kapitel 6.21 i ECE-reglemente 48
- Konturmärkning: en reflexmärkning som avses ange horisontella och vertikala dimensioner (längd, bredd och höjd) hos ett fordon.
  - Fullständig konturmärkning: en konturmärkning som med en obruten linje anger fordonets kontur.
  - Partiell konturmärkning: en konturmärkning som med en obruten linje anger fordonets horisontella dimension samt den vågräta dimensionen genom märkning av de övre hörnen.
- Linjemärkning: en reflexmärkning som med en obruten linje är avsedd ange de horisontella dimensionerna (längd och bredd) hos ett fordon.

## Sidomarkeringslykta

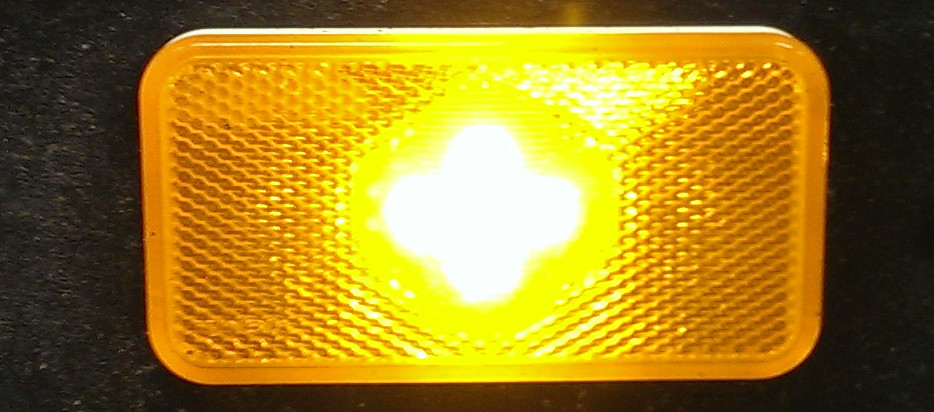
Sidomarkeringslykta
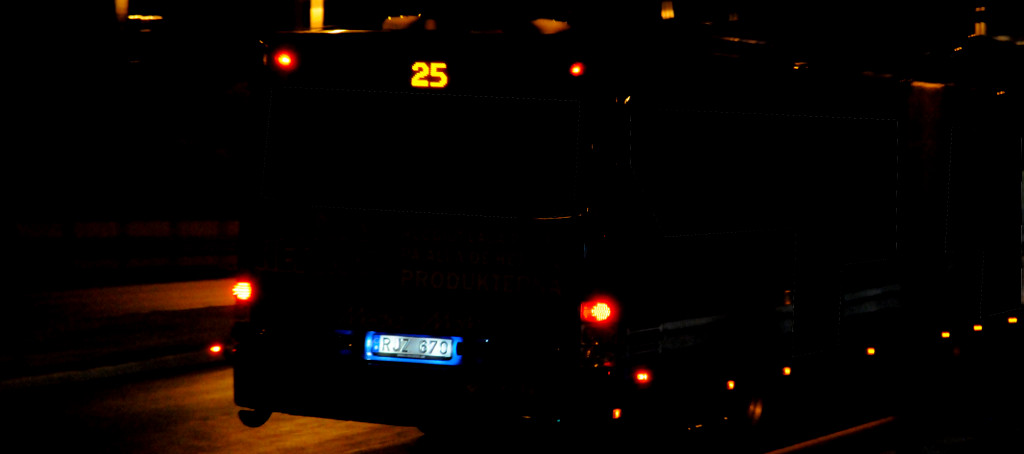
En buss i mörkret. Bilden är manipulerad med ändrad generell ljusstyrka och bortmaskerade fönster på bussen.

- En lykta som används för att ange närvaron av fordonet när det ses från sidan.[2]
- Lykta avsedd att åt sidan markera fordons förekomst.[12]
- Tillåtna färger: Orangegult; kan emellertid vara rött om den bakre sidomarkeringslyktan är grupperad, kombinerad eller inbördes sammanbyggd med den bakre positionslyktan, den bakre breddmarkeringslyktan, den bakre dimlyktan eller bromslyktan eller är grupperad med eller har en del av den ljusavgivande ytan gemensam med den bakre reflektorn.
- Lyktkategorier: SM1, SM2

Sidomarkeringslykta är vanligtvis kombinerad med sidomarkeringsreflex som komplement för de fall då lyktan inte är tänd.
På fordon av kategorierna M1 och N1 och med en längd mindre än 6 m får sidomarkeringslyktor med orangegult ljus kopplas för blinkning, förutsatt att detta blinkande ligger i fas med och i samma frekvens som lyktorna för körriktningsvisare på samma sida av fordonet. För alla andra fordonskategorier: inga särskilda anvisningar.

## Skyltlykta

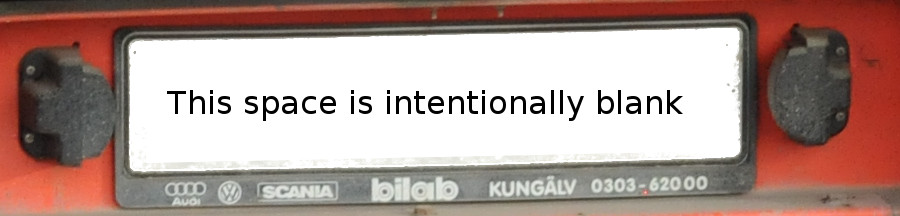
Skyltlykta

- En anordning som används för att belysa den plats som är avsedd för den bakre registreringsskylten; en sådan anordning kan bestå av flera optiska komponenter.[2]
- Lykta avsedd för belysning av bakre registreringsskylt eller motsvarande skylt.[12]
- Tillåtna färger: Vitt.
- Lyktkategorier: L

## Stopplykta

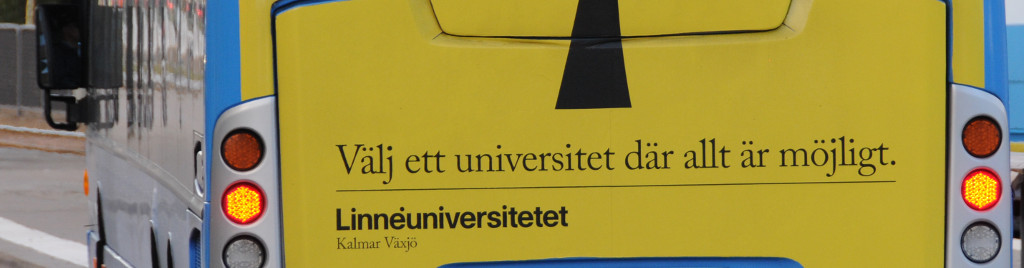
Stopplykta buss

- Lykta avsedd att markera färdbromsens ansättning.[12]
- Stopplykta är en lykta som med kraftigt rött sken påkallar uppmärksamheten för bakomvarande att fordonet bromsas för att minska risken för påkörning bakifrån.
- Tillåtna färger: Rött.
- Lyktkategorier: S1, S2

Se även högt placerat bromsljus vilket skall tändas samtidigt som stopplyktan.

## Varningsblinkers

Symbol för Varningsblinker

- samtidig användning av ett fordons samtliga körriktningsvisarlyktor för att visa att fordonet tillfälligt utgör en särskild fara för andra trafikanter.[2]
- Körriktningsvisare som särskilt anordnats som varningsanordning (varningsblinker) får användas när fordon på grund av olyckshändelse, motorfel eller liknande orsak blivit stående på sådan plats eller på sådant sätt att det kan utgöra hinder eller fara för övrig trafik.[9]
- Tillåtna färger: Orangegult, undantaget utryckningsfordon.
- Lyktkategorier: 1, 1a, 1b, 2a, 2b, 5, 6

Varningsblinkers är i funktion när alla körriktningsvisare blinkar synkront.

## Varningslykta

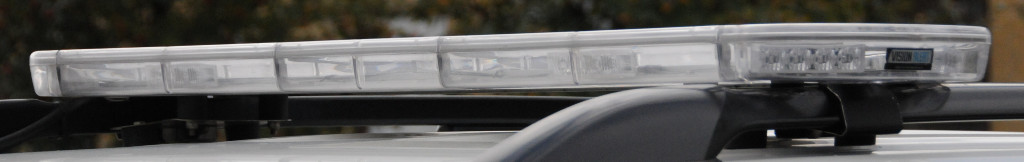
Varningsramp.
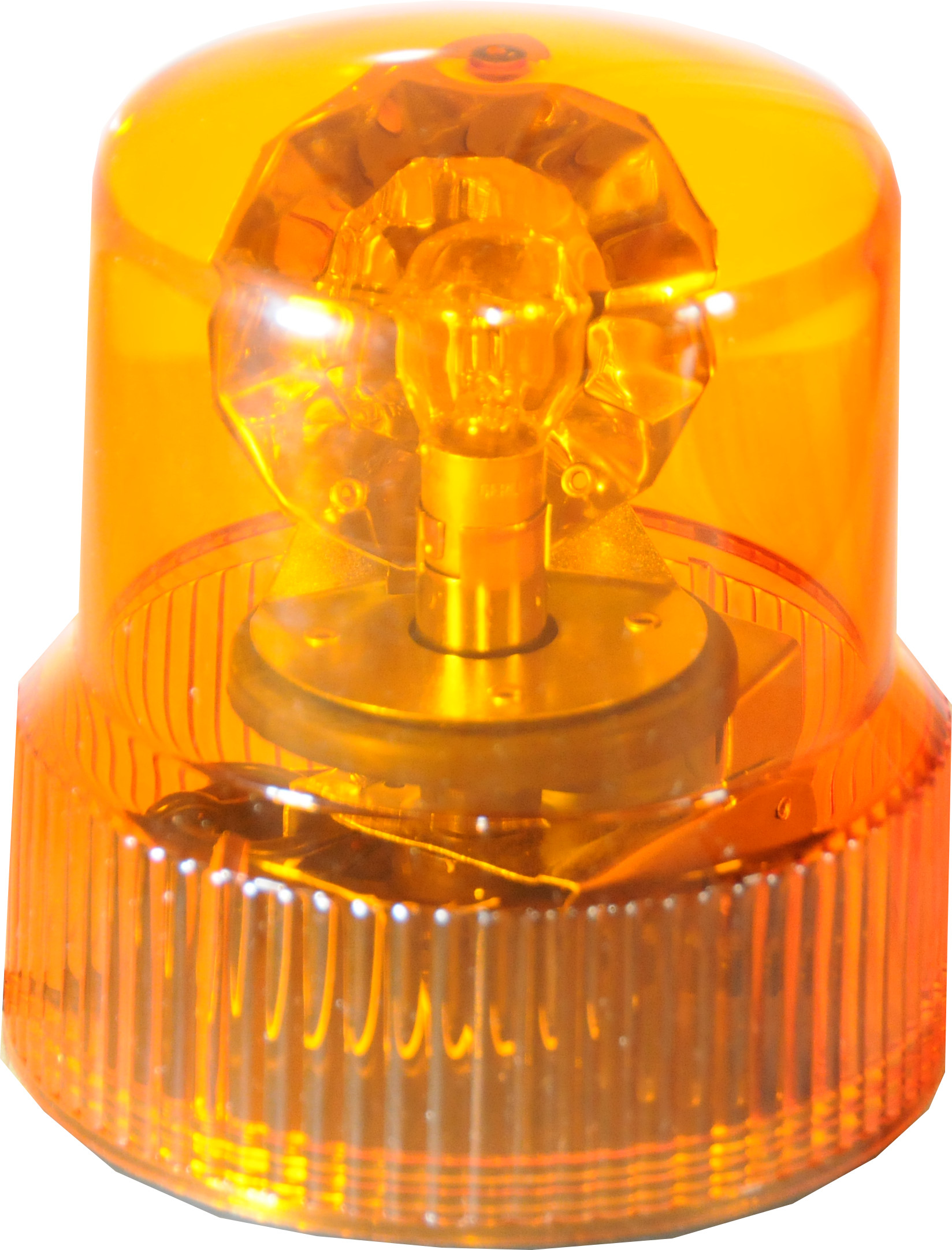
Gul varningslykta, arbetsfordon.
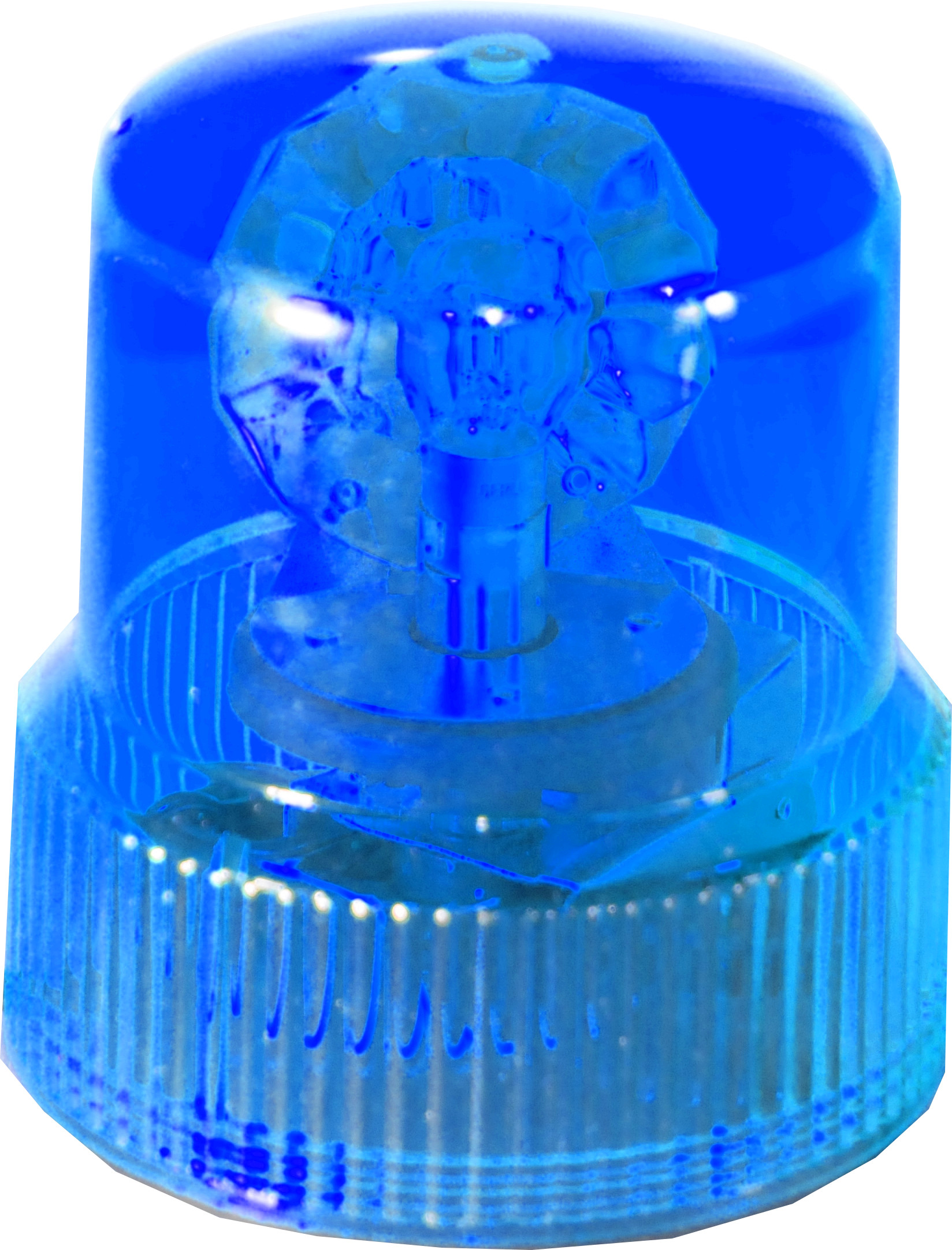
Blå varningslykta, utryckningsfordon.
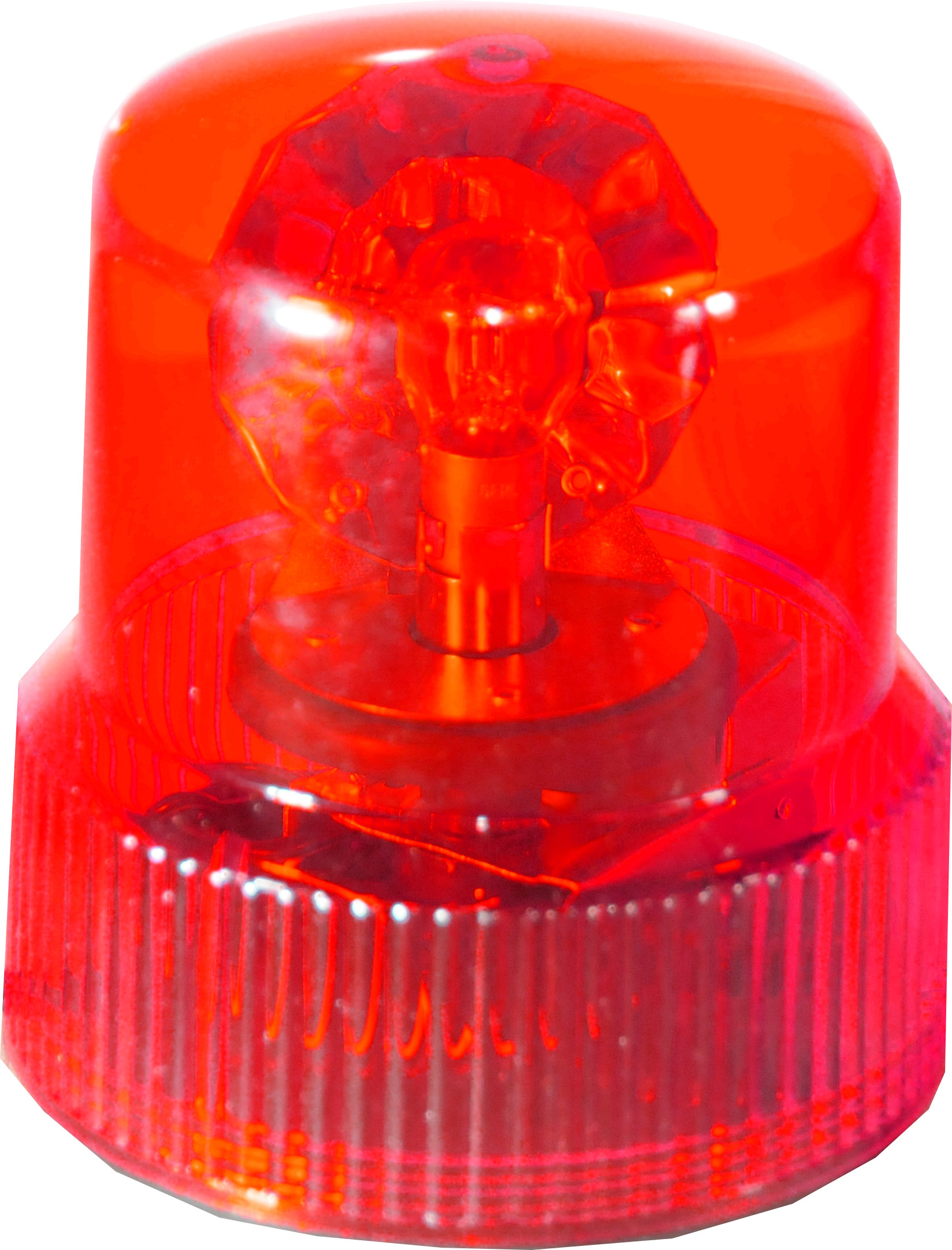
Röd varningslykta, utryckningsfordon, används ej i Sverige.
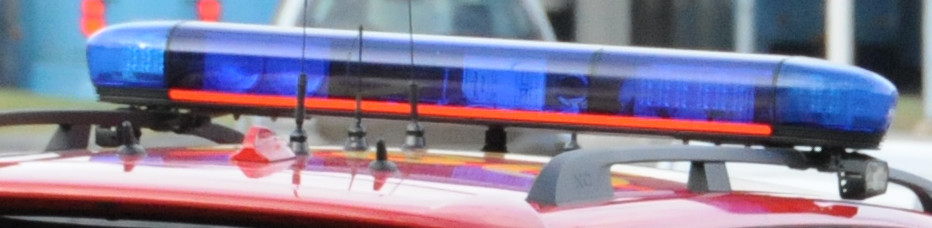
Ljusramp utryckningsfordon

Varningslykta
- Lyktor som avger orangegult ljus och som är särskilt anordnade som varningsanordningar (varningslyktor)[9]
- Lykta som används på t.ex. fordon i väghållningsarbete och utryckningsfordon.[12]
- Tillåtna färger: Orangegult, undantaget utryckningsfordon. Lokala avvikelser kan finnas.
- Lyktkategorier: TA1, TA2, TR1, TR2, TB1, TB2, XA1, XA2, XR1, XR2, XB1, XB2

För utryckningsfordon är den formella svenska benämningen Larmanordning och kan kombineras med ljudsignal.
Se även: Varningsljus, Emergency vehicle lighting

## Varsellykta

Symbol för varselljus

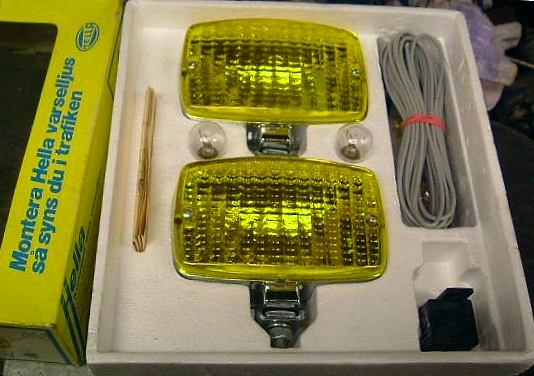
Hella varselljus-sats som såldes i Sverige på 1970-talet.
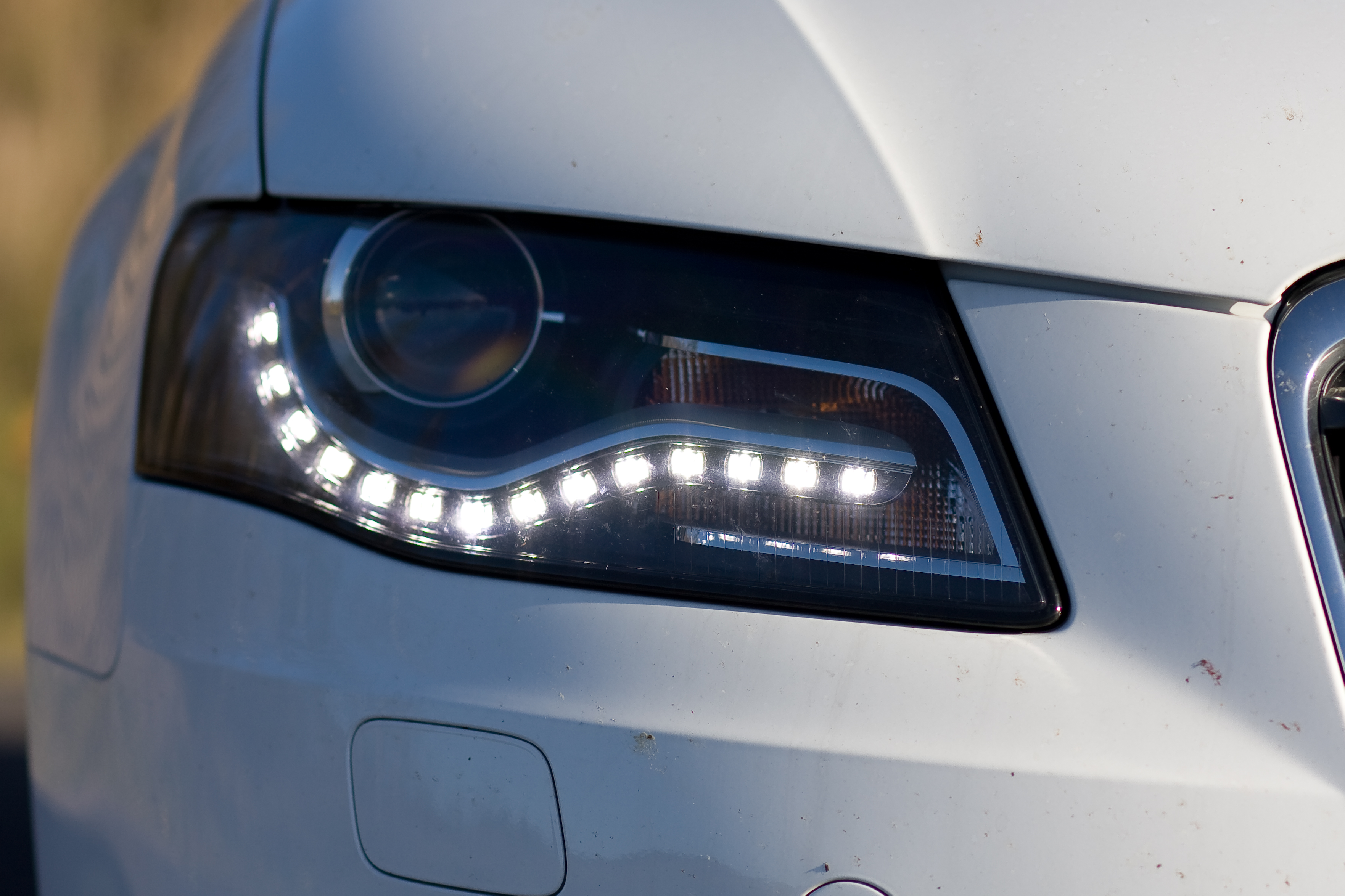
LED-varselljus på en modern Audi A4

- Lykta avsedd att öka fordons synbarhet vid körning i dagsljus.[12]
- Varsellykta, varselljus eller Daytime running lights (DRL) är särskilda lampor som avger ett sken som underlättar att fordonet upptäcks av medtrafikanter under dagtid. Lamporna är inte avsedda att ge ljus för körning i skymning eller mörker. Varselljuset skall inte förväxlas med parkeringsljus eller positionsljus som har lägre ljusstyrka.
- Tillåtna färger: Vitt eller gult.
- Lyktkategorier: RL

Varselljus får användas istället för halvljus under dagtid. Varselljuset får inte användas som ersättning för halvljus i mörker eller skymning. Numera blir det allt vanligare med så kallade LED-varselljus, dvs. lysdiodsvarselljus.
I Sverige var Volvo först med fabriksmonterade varselljus på personbilar. Det kom på 240-serien och ersatte halvljuset som dagljusbelysning. När halvljuset slogs på stängdes varselljuset automatiskt av och parkeringsljuset tändes i samma lampa. Varselljusen lyste enbart när tändningen var påkopplad.
Klassiska utförandet av varselljus (av andra märken) finns fortfarande att köpa i välsorterade butiker, vilket kan vara intressant för de som är ute efter 70-talsutseendet. Notera dock att färgen på dessa avviker från vad som sägs i ECE Regulation No. 48 punkt 5.15.